# Renault în Formula 1
Renault, un producător francez de automobile, a fost asociat cu Formula 1 atât ca proprietar de echipă, cât și ca producător de motoare pentru diferite perioade începând cu 1977. În 1977, compania a intrat în Formula 1 în calitate de constructor, introducând motorul turbo în Formula 1 odată cu modelul său EF1. În 1983, Renault a început să furnizeze motoare și altor echipe. Deși echipa Renault câștigase curse, s-a retras la sfârșitul anului 1985. Motoarele Renault au continuat să fie utilizate în campionatul mondial până în 1986.
Renault a revenit în Formula 1 în 1989 ca producător de motoare. A câștigat cinci titluri la piloți și șase titluri la constructori între 1992 și 1997 cu Williams și Benetton, înainte de a pune capăt parteneriatelor după 1997, deși motoarele lor au continuat să fie folosite, dar sub alte denumiri, până în 2000.
În 2000, Renault a achiziționat echipa Benetton Formula (fostă Toleman) din Enstone. Renault a devenit din nou un producător de motoare de fabrică în 2001, iar în 2002 echipa din Enstone a fost redenumită drept Renault. Echipa a câștigat campionatul piloților și constructorilor în 2005 și 2006. Până în 2011, Renault și-a vândut acțiunile la echipa din Enstone, deși a continuat să folosească numele de șasiu Renault în 2011. Renault a rămas în acest sport ca producător de motoare, câștigând patru titluri la piloți și patru la constructori cu Red Bull Racing în perioada 2010-2013.
Compania a cumpărat din nou echipa în 2016 și a redenumit-o Renault. Echipa nu a câștigat vreo cursă în următoarele cinci sezoane și a fost redenumită drept Alpine în 2021, marca Renault rămânând ca producător de motoare.

## Constructor

### Équipe Renault Elf (1977–1985)
Primele încercări de a intra în Formula 1 s-au produs în 1974 când Renault a fost în discuții privind furnizarea de motoare pentru Tyrrell, una din echipele de top ai acelor ani, dar lui Ken Tyrrell, proprietarul acestei echipe, nu i-a surâs ideea motorului turbo pe care îl avea Renault.

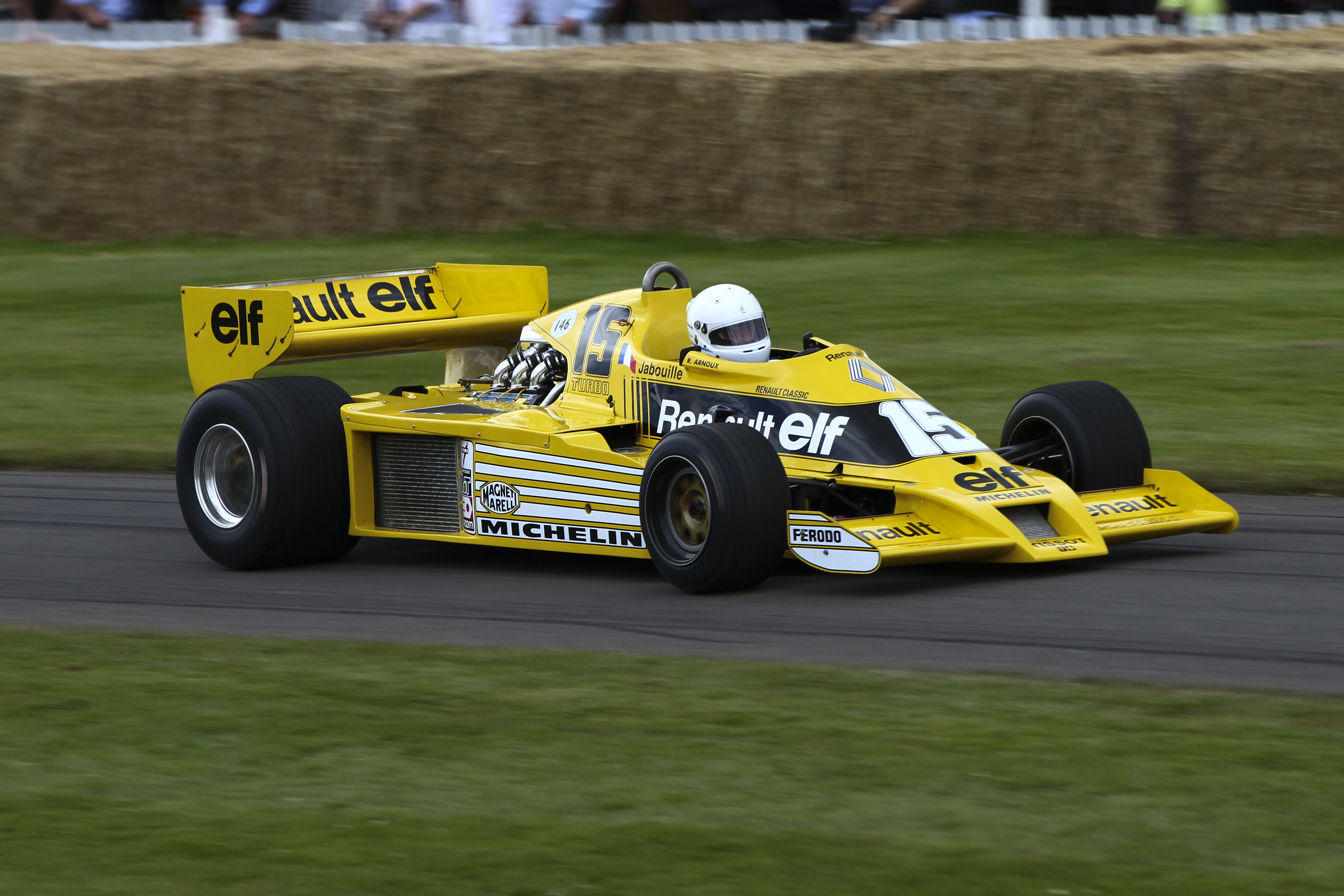
RS01, prima mașină folosită de Renault în Formula 1.

Prima implicare a Renault în Formula 1 a fost făcută de filiala Renault Sport. Renault a intrat în ultimele cinci curse din 1977 cu Jean-Pierre Jabouille. Mașina RS01 era bine cunoscută pentru motorul său turbo Renault-Gordini V6 de 1,5 L, primul motor turbo folosit în mod regulat din istoria Formulei 1. Mașina și motorul lui Jabouille s-au dovedit a fi extrem de nefiabile și au devenit o glumă în timpul primelor sale curse, câștigând porecla de „Ceainic galben” și nereușind să termine niciuna dintre cursele sale, în ciuda faptului că era relativ puternică. Sezonul următor a fost unul mai bun, deși la început abandonurile au continuat, patru dintre ele fiind consecutive, cauzate de defecțiuni la motor, dar spre sfârșitul sezonului echipa dădea primele semne ale succesului. De două ori, RS01 a obținut locul al treilea la start, reușind să termine prima sa cursă la Watkins Glen, spre sfârșitul anului, când a ocupat la final locul al patrulea, semnând primele puncte din Formula 1.
În 1979, Renault decide să folosească doi piloți, René Arnoux alăturându-i-se lui Jabouille, însă performanțele reale întârziau să apară, chiar dacă Jabouille a obținut un pole position în Africa de Sud. La mijlocul sezonului, Renault decide să aducă pe circuit o mașină nouă - modelul RS10, iar la Marele Premiu al Franței de pe circuitul Dijon-Prenois, echipa a reușit prima victorie, într-o cursa ce a intrat în istorie: cele două Renault-uri nu doar că au caștigat primele două locuri pe grila de start, dar Jabouille a câștigat și cursa, fiind astfel primul pilot care a reușit o victorie în Formula 1 folosind un motor turbo, iar Arnoux a sosit al treilea, după ce a fost învins de Gilles Villeneuve de la Ferrari în lupta pentru locul secund. Arnoux a continuat ascensiunea echipei în 1980, câștigând două curse consecutive, cele din Africa de Sud și Brazilia. În același timp însă, Jabouille a avut mai multe problemele, abandonând de mai multe ori, singura dată cand a terminat o cursă fiind în Austria atunci când a și câștigat. Aventura sa de pilot de Mare Premiu avea să se termine la sfârșitul anului când a avut un accident grav în timpul Marelui Premiu al Canadei în urma căruia a suferit leziuni grave ale picioarelor.

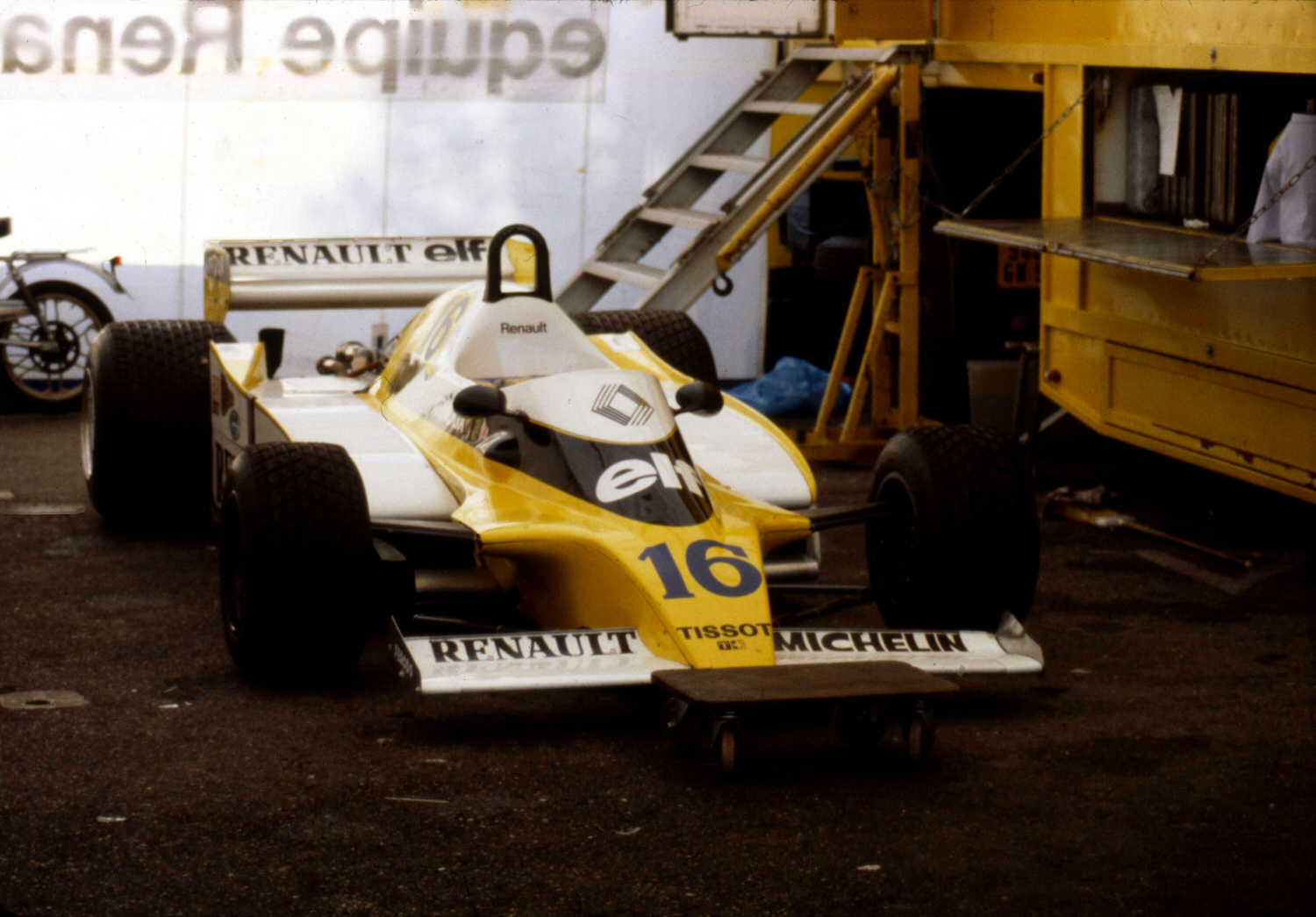
În, Renault RS10 a devenit prima mașină turbo care a câștigat un Mare Premiu.

Pentru 1981, Alain Prost a fost semnat de către Renault în locul lui Jabouille. Prost era atunci la cel de-al doilea său sezon în Formula 1, după ce concurase cu McLaren în 1980. În cei trei ani în care a condus pentru echipa franceză, Prost a demonstrat că este un pilot de valoare, câștigându-și renumele de „Le Professeur” (Profesorul). În același timp, Renault a devenit una dintre echipele de top ale campionatului, câștigând patru curse în sezonul 1982. Pentru 1983, contractul lui Arnoux nu a mai fost prelungit, acesta părăsind Renault în dauna rivalilor de la Ferrari, iar în locul său a fost adus americanul Eddie Cheever. Din nou Renault și Alain Prost s-au luptat pentru titlurile mondiale însă abandonul francezului în turul 35 al cursei din Africa de Sud, ultima a sezonului, a făcut ca titlurile să se îndrepte spre Nelson Piquet și Brabham BMW.
La finele anului, Prost a plecat de la echipă invocând conflictele interne din cadrul echipei. Din acel moment, a început declinul, în ciuda eforturilor noilor piloți - francezul Patrick Tambay și englezul Derek Warwick - pentru a readuce echipa franceză sus. Declinul a fost așa de puternic, încât la finele anului 1985 s-a luat decizia retragerii echipei din campionatul mondial. În acel an, Renault a concurat cu o a treia mașina în Marele Premiu al Germaniei, aceasta având montată o camera video, imaginile fiind transmise în direct la televiziune.

### Renault F1 Team (2002-2010)
Pe 16 martie 2000, Renault a achiziționat Benetton Formula Limited pentru 120 de milioane de dolari, pentru a reveni în Formula 1. Istoria echipei achizitionate de Renault a inceput in 1981 ca Toleman Motorsport, cu sediul in Witney, Oxfordshire, Anglia. În 1986, echipa a fost redenumită în Benetton Formula, în urma achiziției în 1985 de către familia Benetton. În 1992-93, echipa s-a mutat la câțiva kilometri distanță la o nouă bază din Enstone. Renault a continuat să folosească numele de constructor „Benetton” pentru sezoanele 2000 și 2001, numele Renault revenind în 2001 ca marcă de motoare. Când a raportat achiziția, International Herald Tribune a comentat că „echipa nu va concura sub numele Renault până când nu este gata să câștige și să culeagă beneficiile de marketing”. Abia în 2002 a avut loc această schimbare de nume.

#### 2002-2004: Renault își cunoaște limitele

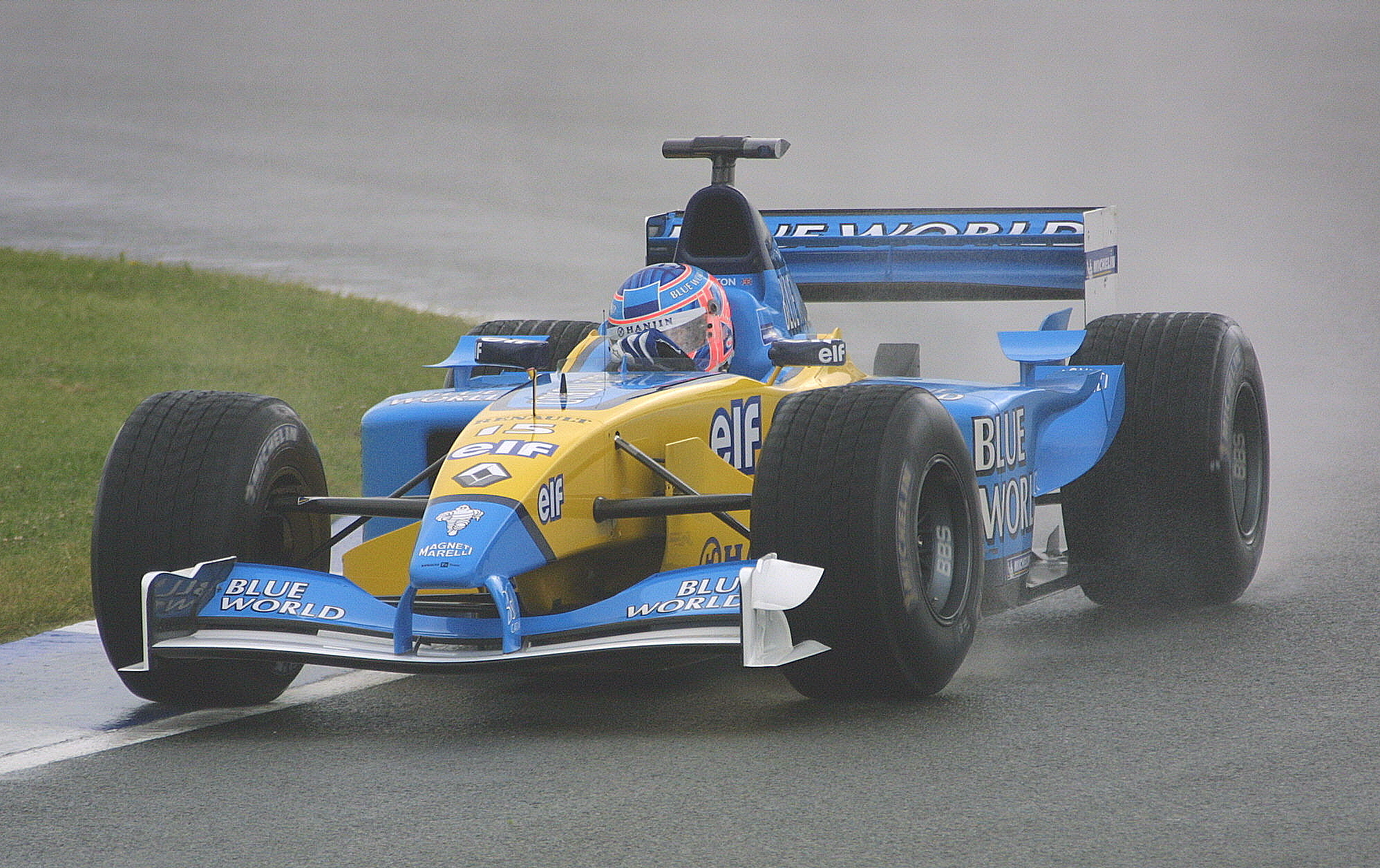
Jenson Button în Marele Premiu al Marii Britanii din 2002.

Pentru 2002, Benetton a fost redenumit în Renault F1 și a disputat sezonul cu piloții Jarno Trulli și Jenson Button, care au marcat 23 de puncte în timpul sezonului.

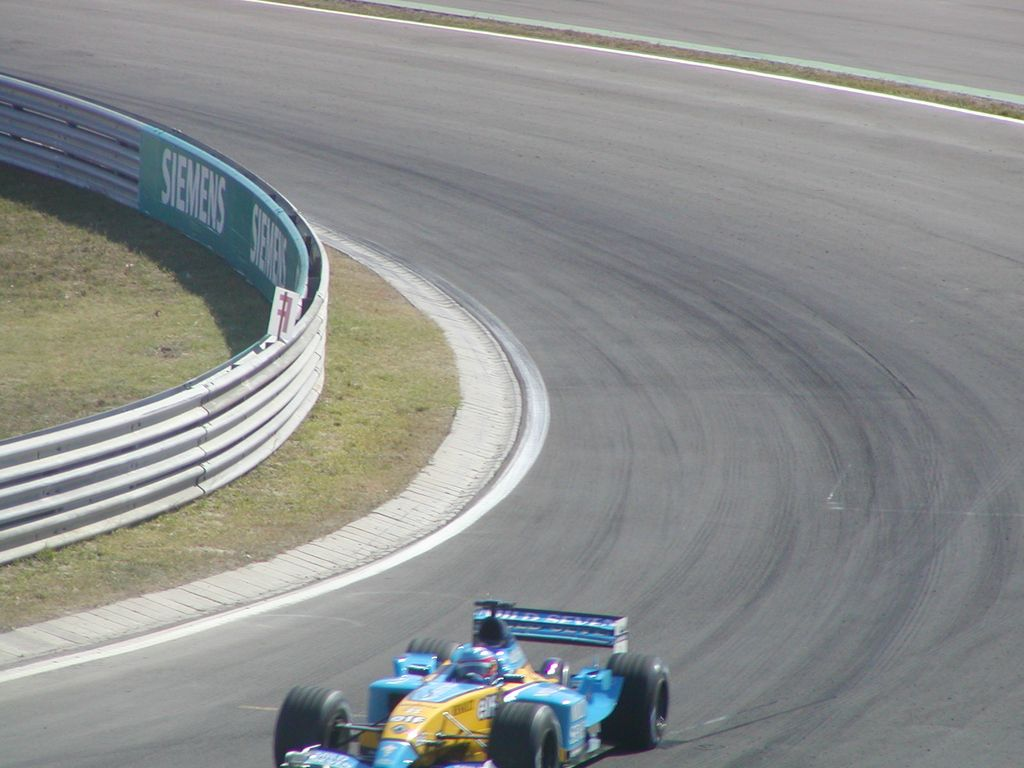
Fernando Alonso în Marele Premiu al Ungariei din 2003 obținând prima victorie pentru Renault de la reîntoarcere.

În ciuda faptului că s-a clasat peste coechipierul său în 2002, Button a fost concediat de Renault în 2003. Înlocuitorul său a fost spaniolul Fernando Alonso, care fusese considerat impresionant ca pilot de testare în anul precedent. Alonso a câștigat Marele Premiu al Ungariei din 2003, prima dată când Renault a câștigat o cursă de la Marele Premiu al Austriei din 1983. Renault a fost inovator în această perioadă, producând modele non-standard, cum ar fi motorul cu 10 cilindri de 111° pentru RS23 din 2003, care a fost conceput pentru a coborî efectiv centrul de greutate al motorului și, astfel, a îmbunătăți manevrabilitatea mașinii. Acest lucru s-a dovedit în cele din urmă prea nefiabil și greu, așa că Renault a revenit la o cale de dezvoltare mai convențională.

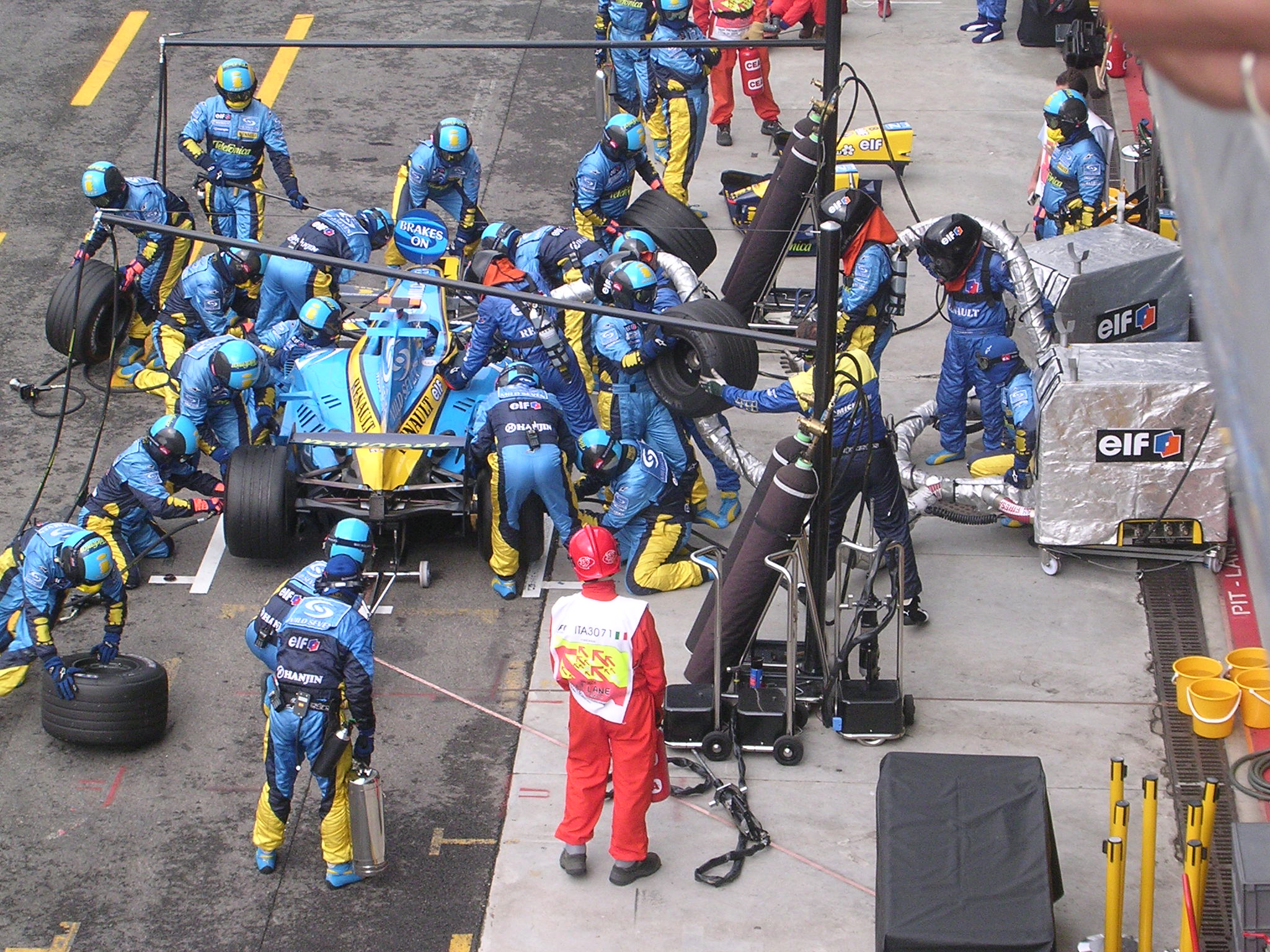
Jarno Trulli efectuând o oprire la boxe în Marele Premiu al Italiei din 2004.

În 2004, echipa a fost concurentă pentru locul doi în Campionatul Constructorilor. Trulli a câștigat Marele Premiu al Principatului Monaco, dar relația sa cu Renault (în special cu directorul echipei și fostul manager al lui Trulli, Flavio Briatore) s-a deteriorat după ce a fost constant mai lent în a doua jumătate a anului și a făcut afirmații de favoritism în echipă față de Alonso (deși cei doi coechipieri înșiși au rămas prietenoși). Comentatorii indică în mod regulat Marele Premiu al Franței ca fiind ultima picătură pentru Briatore, unde Trulli a fost depășit de Rubens Barrichello în fazele finale ale ultimului tur, costând Renault un dublu podium în Marele Premiu de acasă. Ulterior, el a anunțat că se alătură echipei Toyota pentru anul următor dar, de fapt, a părăsit Renault mai devreme, conducând pentru Toyota în ultimele două curse ale sezonului 2004. În speranța de a-și asigura locul doi în Campionatul Constructorilor, Renault l-a înlocuit pe Trulli cu Campionul Mondial din 1997 Jacques Villeneuve pentru ultimele trei curse. Cu toate acestea, Villeneuve – departe de cursele de F1 pentru aproape un sezon întreg și luptându-se să se aclimatizeze rapid la cursele la nivel premier – nu a impresionat, iar echipa a terminat pe locul trei în spatele fostei echipe BAR a lui Villeneuve.

#### 2005-2006: Dublă campioană mondială
Giancarlo Fisichella a fost înlocuitorul lui Trulli pentru sezonul 2005. A profitat de o sesiune de calificări afectată de ploaie pentru a câștiga prima cursă a sezonului, Marele Premiu al Australiei. Fernando Alonso a câștigat apoi următoarele trei curse pentru a construi un avans considerabil în Campionatul Mondial al Piloților, făcând astfel același lucru și pentru Renault în Campionatul Constructorilor. Între timp, Fisichella nu a reușit să termine mai multe curse. După Marele Premiu al statului San Marino, Renault și Alonso au fost amenințați de o echipă McLaren-Mercedes rapidă, dar fragilă, și de Kimi Räikkönen pentru Campionatul Piloților. McLaren a preluat conducerea Campionatului Mondial al Constructorilor asigurându-și o clasare 1-2 la Marele Premiu al Braziliei, dar aceasta urma să fie cursa în care Alonso și-a asigurat titlul la piloți, devenind cel mai tânăr pilot care a făcut acest lucru vreodată. Această realizare a fost urmată de o victorie în China pentru a asigura Campionatul Mondial al Constructorilor pentru Renault, după ce mașina pilotului McLaren Juan Pablo Montoya a fost grav avariată de un capac de scurgere care s-a desprins pe pistă. Acest lucru a rupt stăpânirea de șase ani a Ferrari pe acel titlu. A fost prima dată când Renault a câștigat titlul ca producător, iar Renault a devenit doar al doilea constructor francez (după triumful lui Matra în 1969) și prima echipă cu licență franceză care a câștigat titlul.

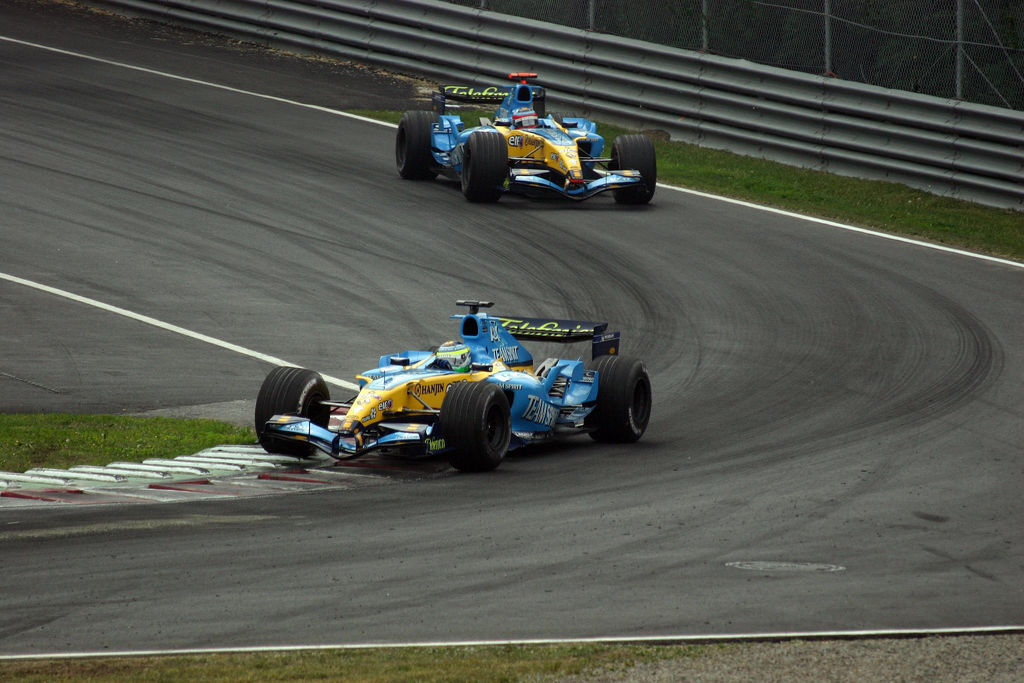
Giancarlo Fisichella, urmărit de Alonso în Marele Premiu al Canadei din 2005.

Fernando Alonso și Giancarlo Fisichella au fost menținuți pentru 2006, în timp ce pilotul de testare Franck Montagny a fost înlocuit de către Heikki Kovalainen. Alonso a câștigat Marele Premiu al Bahrainului, cursa de deschidere a sezonului, precum și Marele Premiu al Australiei, și a terminat pe locul al doilea în Malaezia, în spatele coechipierului Fisichella, pentru a obține prima clasare 1-2 pentru Renault de la René Arnoux și Alain Prost în 1982. Alonso a ocupat încă două locuri secunde, apoi a câștigat Marele Premiu de acasă, în Spania, și Marele Premiu al Principatului Monaco. Fisichella a ocupat locurile 8, 6 și 3 în Marele Premiu al statului San Marino, Marele Premiu al Europei și Marele Premiu al Spaniei. Echipa și-a sărbătorit cel de-al 200-lea Mare Premiu la Silverstone, care a fost câștigat de Alonso. Pe măsură ce sezonul a progresat către perioada nord-americană, Alonso a câștigat Marele Premiu al Canadei la Montreal. La Marele Premiu al Statelor Unite, Ferrari a avut un avantaj distinct de performanță pe parcursul întregului weekend. Cu toate acestea, Renault a fost cel mai rapid dintre toți concurenții cu pneuri Michelin. Fisichella a terminat pe locul 3, în timp ce Alonso a terminat pe locul 5. La Marele Premiu al Franței, Renault era de așteptat să fie mai rapid decât Ferrari, dar Ferrari a avut din nou avantajul. Alonso a rulat pe locul al treilea pentru cea mai mare parte a cursei, neputând contesta Ferrari-urile lui Schumacher și Massa. Cu toate acestea, o trecere tactică la o strategie cu două opriri i-a permis să-l depășească pe Massa și să termine pe locul doi.

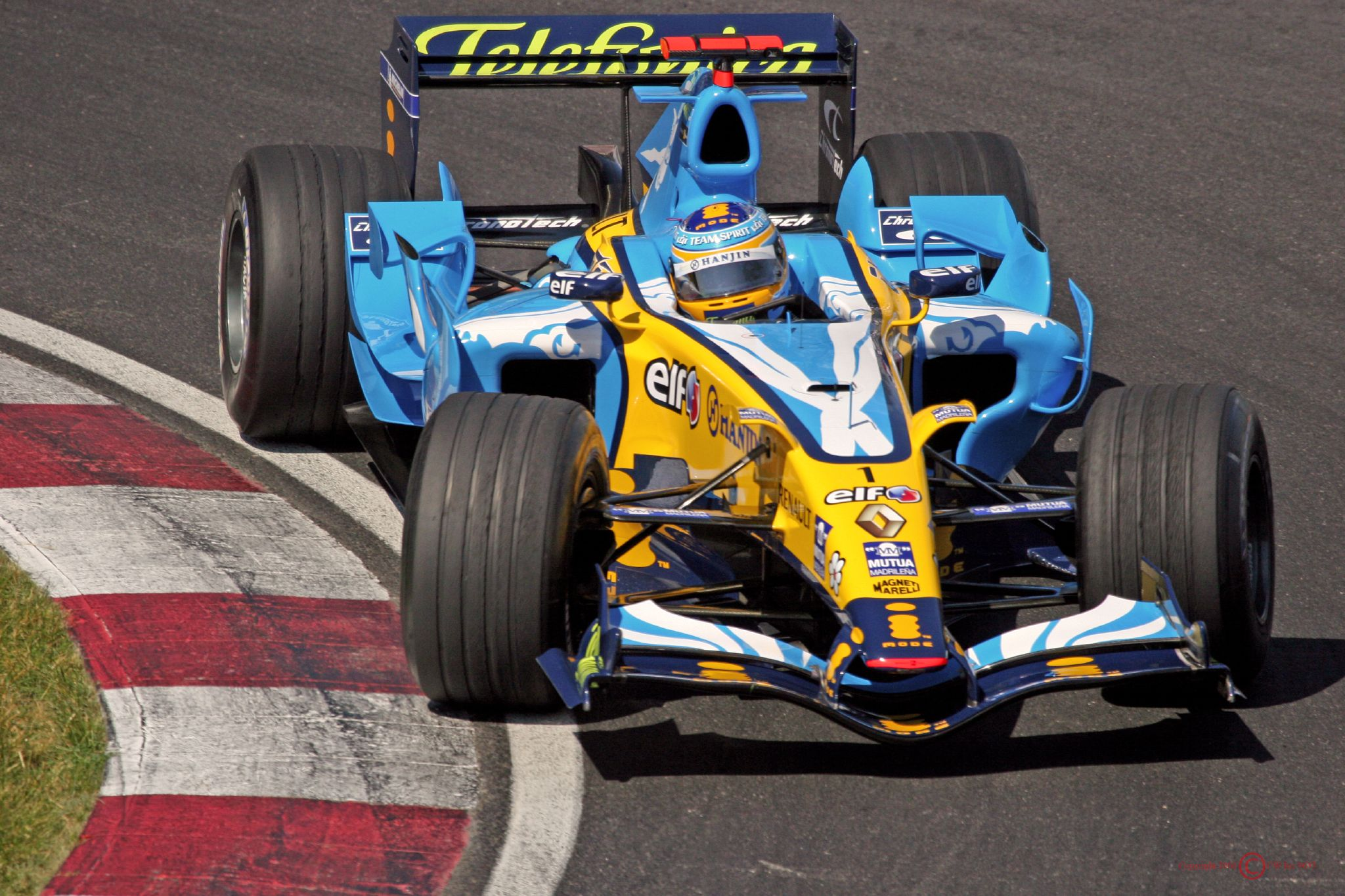
Fernando Alonso în drum spre victorie la Marele Premiu al Canadei din 2006.

Pe 21 iulie 2006, FIA a interzis utilizarea sistemelor de amortizor de vibrații⁠(en)[traduceți], dezvoltate și utilizate pentru prima dată de Renault și utilizate ulterior de alte 7 echipe, inclusiv Ferrari. Flavio Briatore a susținut că McLaren a ridicat problema legalității sistemului cu FIA. Sistemul folosea o masă montată pe arc în conul nasului pentru a reduce sensibilitatea mașinii la vibrații. Acest lucru a fost deosebit de eficient în viraje și peste vibratoare pentru a menține anvelopele în contact mai strâns cu suprafața pistei. Cu toate acestea, comisarii de cursă de la Marele Premiu al Germaniei au considerat sistemul legal. FIA și-a anunțat intenția de a contesta această decizie, iar Renault a anunțat că nu va concura cu sistemul de teama unei pedepse retroactive dacă recursul va fi admis. Performanța Renault la Marele Premiu al Germaniei a fost una dintre cele mai proaste ale sezonului; cu toate acestea, echipa a învinuit mai degrabă degradarea anvelopelor Michelin decât pierderea sistemului de amortizare a vibrațiilor. Curtea Internațională de Apel FIA s-a reunit la Paris la 22 august 2006, pentru a examina recursul formulat de FIA împotriva deciziei comisarilor de la Marele Premiu al Germaniei. Curtea a hotărât că utilizarea dispozitivului cunoscut sub numele de „Tuned Mass Damper” este o încălcare a articolului 3.15 din Regulamentul Tehnic de Formula 1.

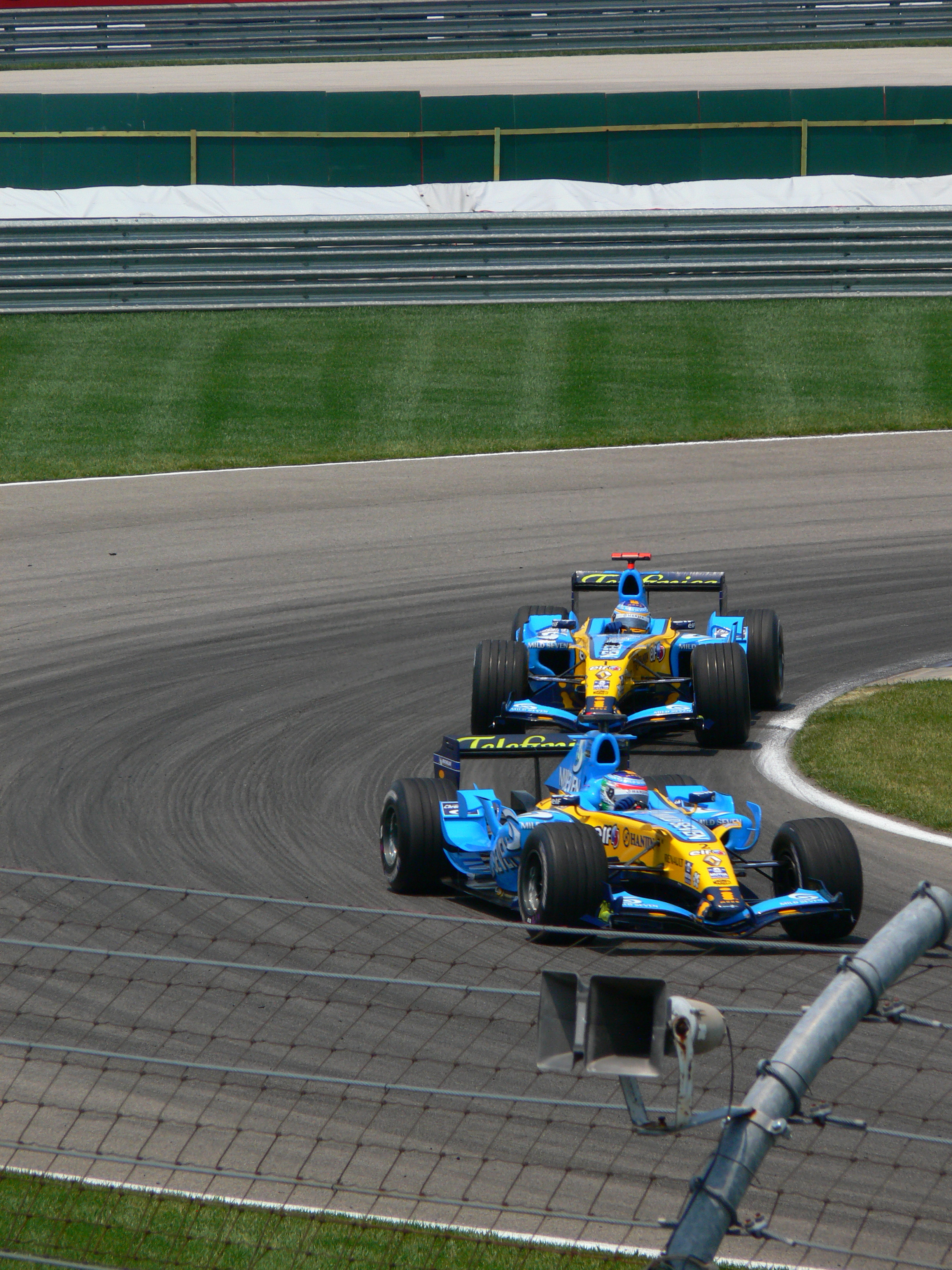
Fisichella și Alonso în Marele Premiu al Statelor Unite din 2006.

În ciuda acestei decizii, Renault a putut să își continue într-o oarecare măsură forma arătată în prima parte a sezonului, deși acum mașina a devenit a doua cea mai rapidă de pe grilă, după Ferrari, iar Renault se afla acum mai mereu cu un pas în spatele echipei din Maranello. Punctele acumulate în Marele Premiu al Braziliei au asigurat Campionatul Constructorilor pentru Renault în 2006. La 16 octombrie 2006, Renault a anunțat că gigantul bancar neerlandez ING va înlocui Mild Seven ca sponsor principal timp de trei ani, începând cu 2007.

#### 2007-2008: Succese ocazionale dar insuficiente

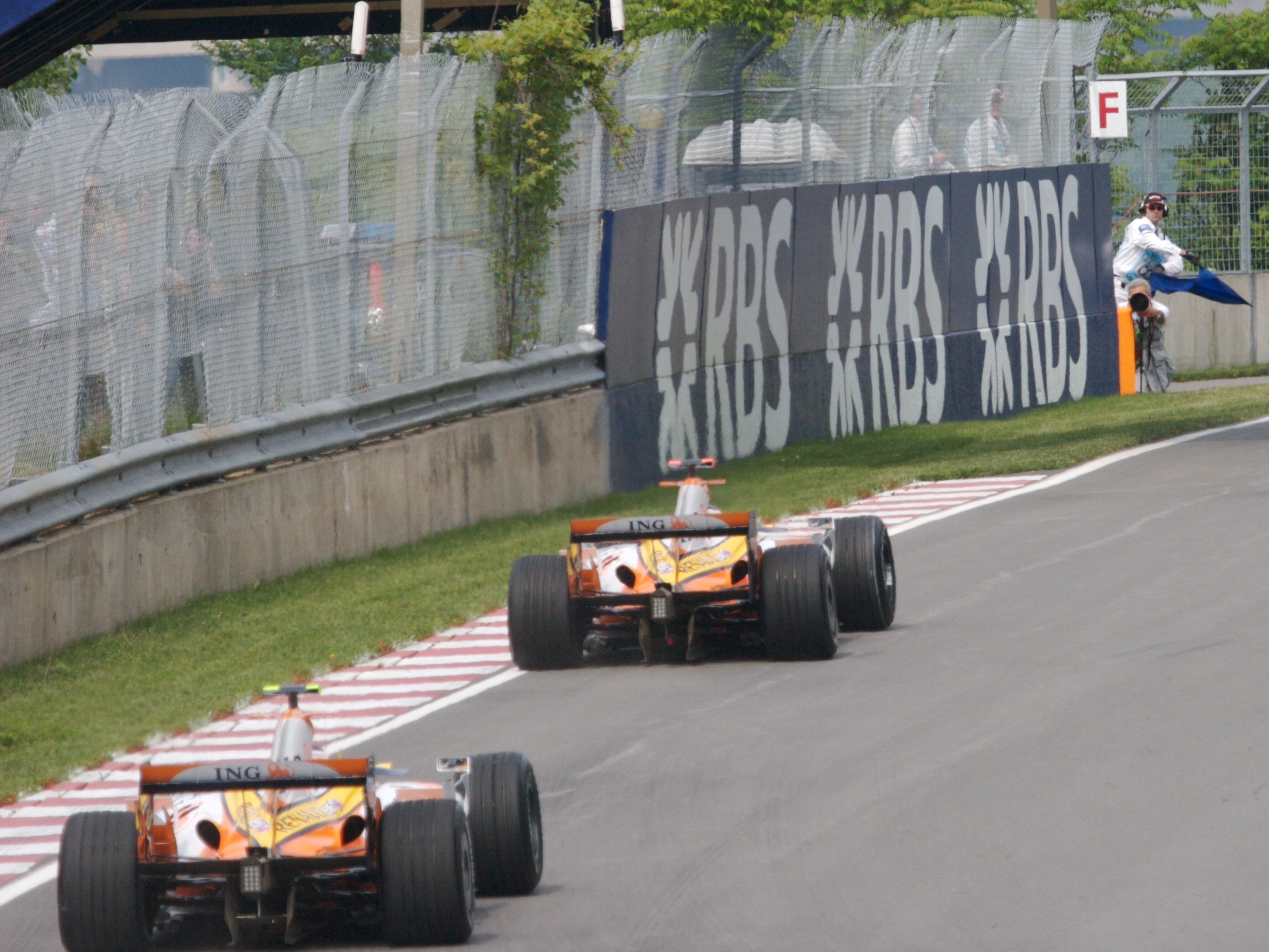
Cele două mașini Renault ale lui Giancarlo Fisichella și Heikki Kovalainen în Marele Premiu al Canadei din 2007.

Renault i-a confirmat pe Giancarlo Fisichella și Heikki Kovalainen ca piloți de curse pentru 2007, cu Nelson Piquet Jr. și Ricardo Zonta ca piloți de testare. Renault nu a mai avut aceleași performanțe în comparație cu forma din sezoanele precedente în Australia, Giancarlo Fisichella terminând cursa pe locul 5. Debutantul Heikki Kovalainen a avut un rezultat chiar mai slab decât al italianului, terminând pe locul 10. Rezultatele nu s-au îmbunătățit până la începutul sezonului european, deși ambii piloți au terminat la puncte în următoarea cursă din Malaezia. Kovalainen a avut dificultăți și în Bahrain, deși diferența dintre el și Fisichella la sfârșitul cursei nu a fost la fel de mare precum s-a văzut la Melbourne, Fisichella terminând doar pe locul 8. Ritmul echipei a început să se accelereze la Barcelona, ambii piloți ajungând în Q3, stabilind timpi competitivi pe tur în cursă (al patrulea cel mai rapid tur pentru Kovalainen) și părând pregătiți pentru locurile 5 și 8, doar pentru a fi împiedicați de o problemă identică la boxe pentru ambii, forțându-i pe ambii piloți să facă opriri suplimentare, ceea ce i-a adus înapoi pe locurile 7 și 9.

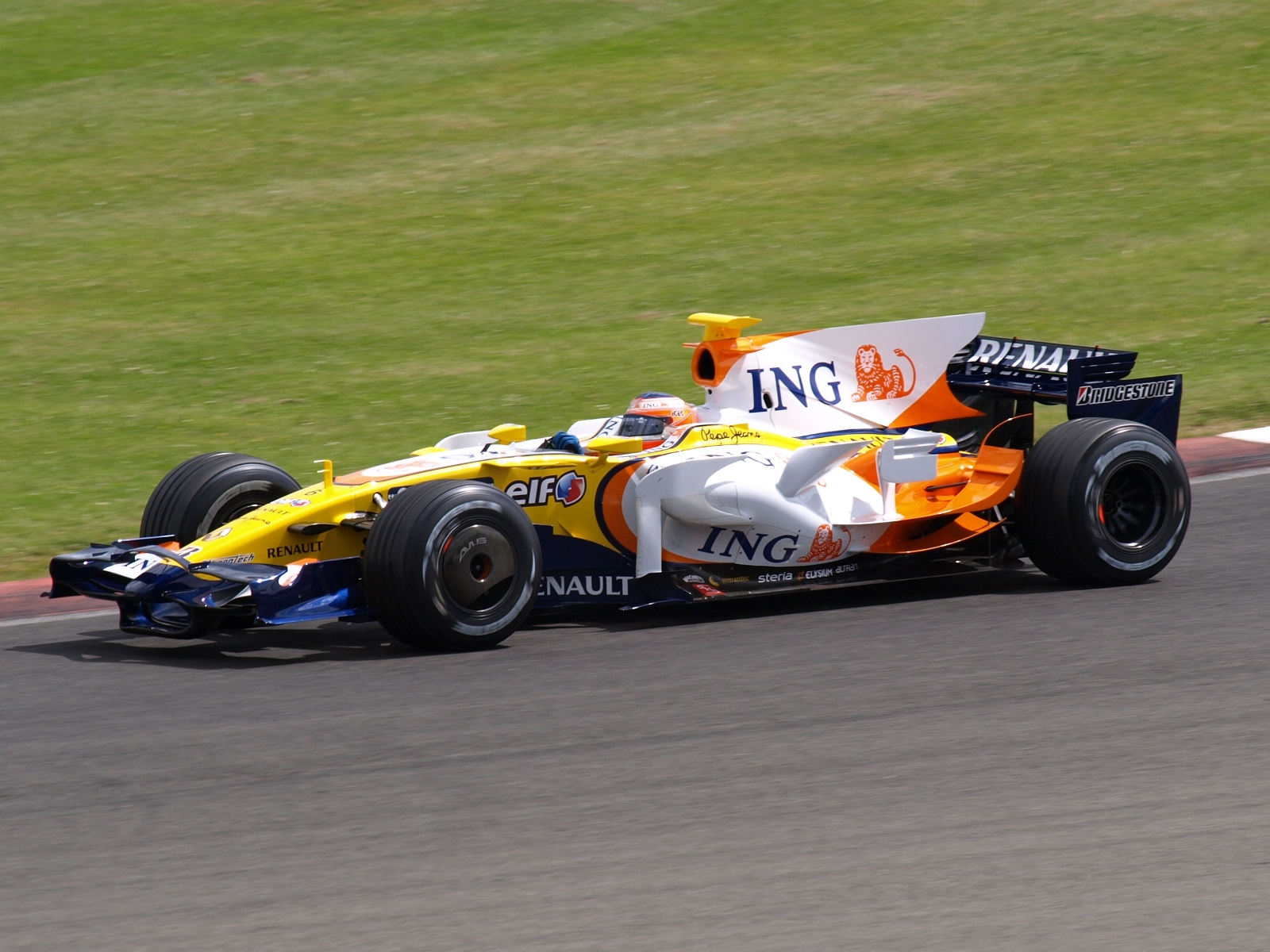
Nelson Piquet Jr. în Marele Premiu al Spaniei din 2008.

A fost anunțat pe 10 decembrie 2007 că Fernando Alonso a semnat cu Renault F1 pentru 2008. Alonso a condus alături de pilotul de testare promovat Nelson Piquet Jr. și se crede că și-a asigurat statutul de numărul unu în echipă. Echipa a început în 2008 la fel ca și în anul precedent; Alonso a reușit să obțină locul patru la Marele Premiu al Australiei ca urmare a unei greșeli a unui fost pilot Renault, Heikki Kovalainen. Cu toate acestea, forma a fost încă mediocră față de 2006 în prima jumătate a sezonului 2008. Echipa a adus piese noi la Marele Premiu al Spaniei, inclusiv un nou capac de motor, numit „Shark-fin”, similar cu cel introdus de Red Bull pe RB4. Alonso a reușit să se califice în primul rând pentru acea cursă cu o încărcătură ușoară de combustibil, dar s-a retras din cauza unei defecțiuni a motorului la jumătatea cursei. Performanța în calificări a lui Alonso în primul rând în Spania a fost un moment rar de realizare din partea fostului campion mondial. Ambele mașini s-au retras la Marele Premiu al Canadei, iar Nelson Piquet Jr., care s-a retras din șase din primele nouă curse, nu a reușit să înscrie puncte până la Marele Premiu al Franței.

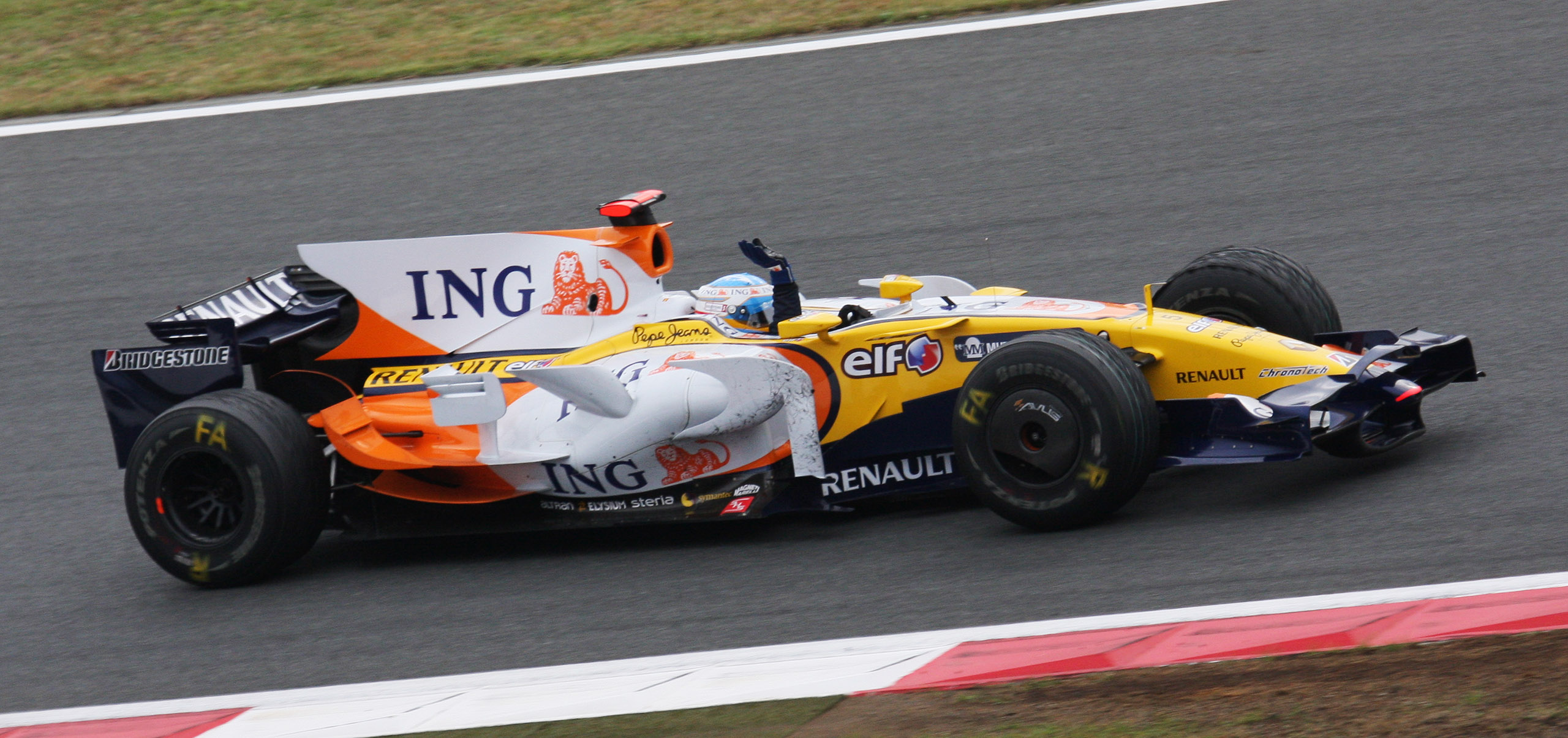
Fernando Alonso, câștigătorul Marelui Premiu al Japoniei din 2008.

La Marele Premiu al Germaniei, Piquet Jr. a beneficiat de desfășurarea mașinii de siguranță pentru a asigura primul podium al anului pentru Renault, terminând pe locul 2. Ambii piloți au marcat puncte la Marele Premiu al Ungariei, deși nu au mai reușit acest lucru la Valencia două săptămâni mai târziu. Două locuri patru pentru Alonso în Belgia și Italia au fost urmate de o victorie la Marele Premiu al statului Singapore, acolo unde Alonso a profitat de pe urma unui accident a coechipierului său (mai târziu a fost dezvăluit a fi un accident intenționat pentru a-l ajuta pe spaniol) pentru a câștiga prima sa cursă a sezonului și prima pentru Renault de la Marele Premiu al Japoniei din 2006. Renault și-a subliniat revenirea în fruntea grilei la următorul Marele Premiu al Japoniei, în care Alonso a evitat greșeala de la primul viraj a lui Lewis Hamilton pentru a înregistra o nouă victorie. Piquet Jr. a terminat pe locul patru. Un alt punctaj dublu în China a fost urmat de locul doi al lui Alonso la Marele Premiu al Braziliei care a încheiat sezonul.

#### Acuzațiile privind aranjarea cursei

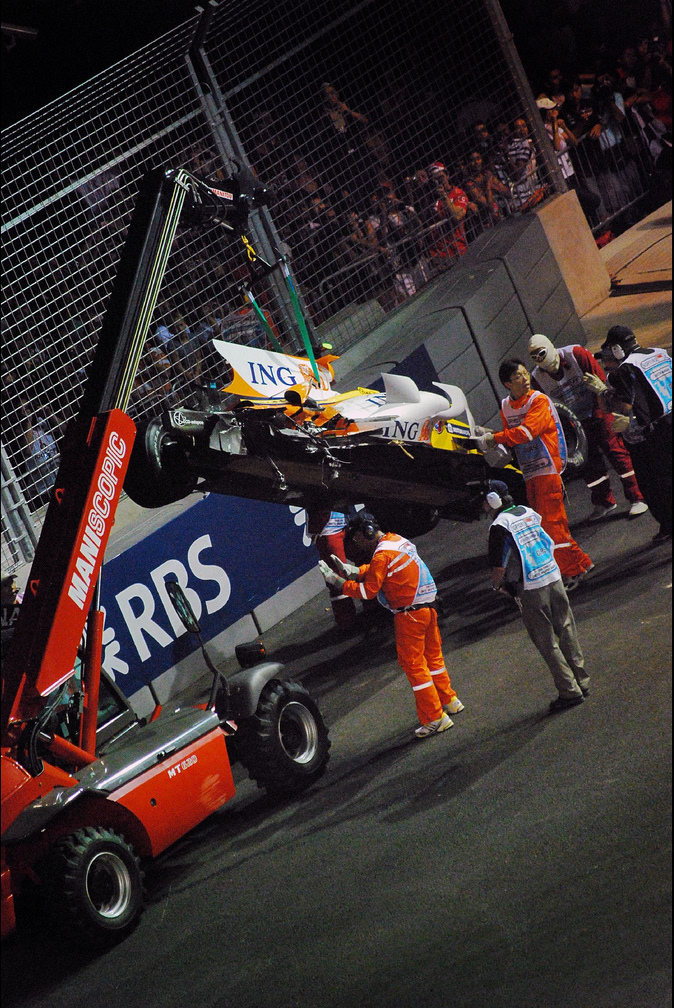
Mașina lui Piquet Jr. după accidentul din Marele Premiu al statului Singapore din.

În sezonul 2009, acțiunile Renault din sezonul 2008 au fost examinate cu privire la presupuse aranjamente ilegale ale cursei. Problema a înconjurat accidentul lui Nelson Piquet Jr. în timpul Marelui Premiu al statului Singapore, pe care colegul său de echipă, Fernando Alonso a câștigat-o. La acea vreme, Piquet Jr. a caracterizat incidentul ca fiind o simplă greșeală. După ce Piquet Jr. a părăsit echipa Renault în august 2009, au apărut acuzații că acest accident a fost deliberat, pentru a da un avantaj lui Alonso. În urma unei investigații a Fédération Internationale de l'Automobile (FIA) în care Piquet Jr. a declarat că a fost solicitat de directorul echipei Renault, Flavio Briatore și de inginerul Pat Symonds, să pună în scenă accidentul, la 4 septembrie 2009, Renault a fost acuzat de conspirație și aranjarea cursei, și urmau să se confrunte cu Consiliul FIA World Motor Sport din Paris la 21 septembrie 2009. Inițial, Renault și Briatore au declarat că vor întreprinde acțiuni legale împotriva lui Piquet Jr. pentru că a făcut denunțuri false, însă, înainte de ședința Renault anunță că nu vor contesta acuzații și că Briatore și Symonds părăsiseră echipa. În cadrul ședinței, Consiliul a interzis Renault în Formula 1, dar a suspendat această sancțiune timp de doi ani, ceea ce înseamnă că Renault ar fi fost exclusă din Formula 1 dacă ar fi avut loc un incident similar înainte de sfârșitul sezonului 2011. FIA a afirmat că Renault ar fi fost probabil exclusă din Formula 1 dacă nu ar fi luat măsuri rapide în alungarea lui Briatore și Symonds. În aceeași ședință, Briatore a fost interzis de la evenimentele FIA pe viață, în timp ce Symonds a primit o interdicție de cinci ani. Interzicerile lui Briatore și Symonds au fost răsturnate ulterior de o instanță franceză în 2010. FIA, Briatore și Symonds au ajuns la o soluționare care le-a permis lui Briatore și Symonds să se întoarcă la FIA în 2011 și la Formula 1 în 2013.

#### 2009-2010: Declinul și vânzarea echipei

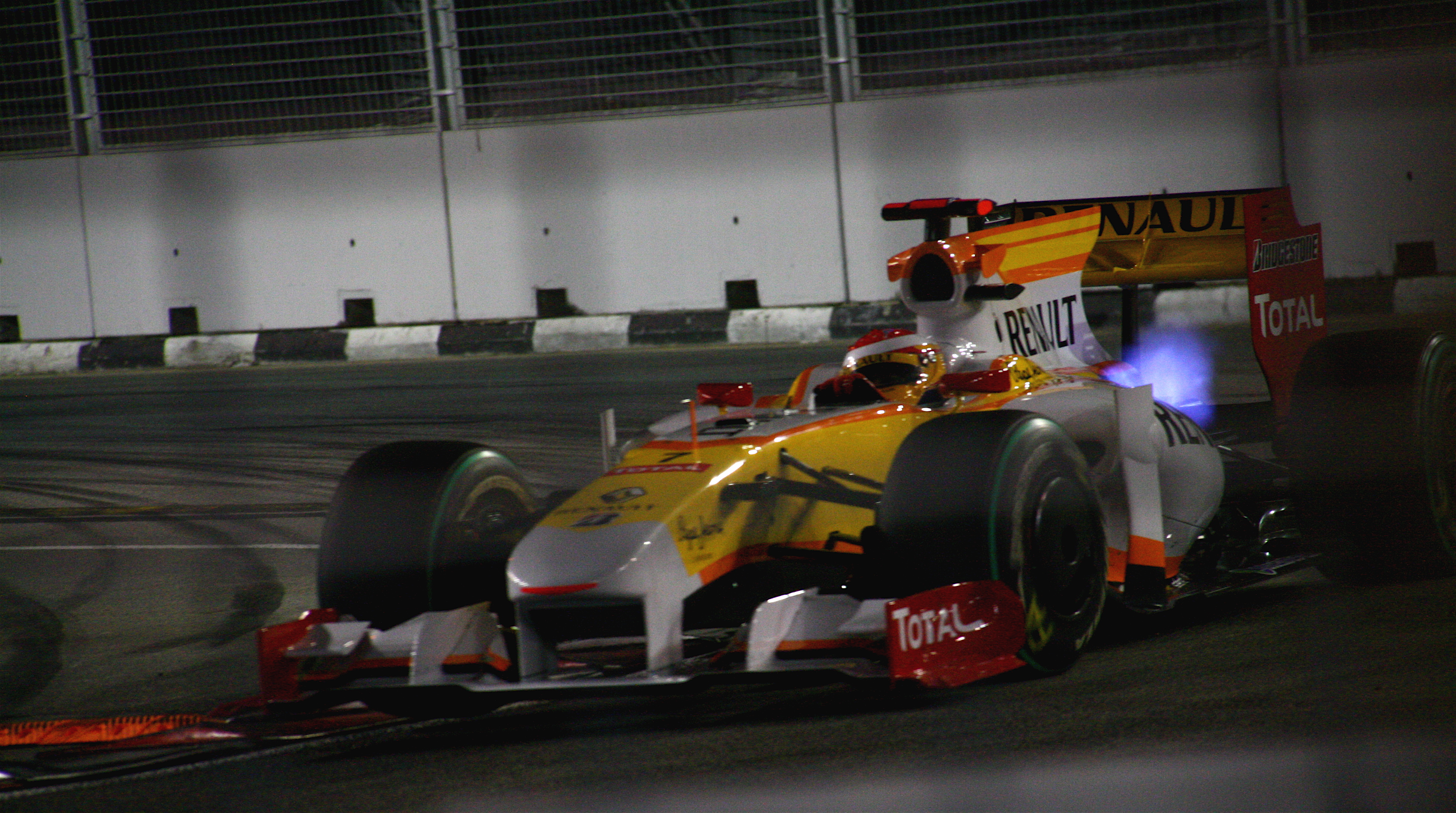
Alonso a obținut singurul podium din pentru Renault la Marele Premiu al statului Singapore.

Renault a intrat în sezonul 2009 cu mari speranțe de a contesta ambele titluri mondiale. Deși Alonso a reușit să obțină puncte în patru din primele șase curse, ulterior a fost clar că acest obiectiv nu era realist. Până la mijlocul sezonului, se părea că Renault face progrese, Alonso realizând cel mai rapid tur din Germania și asigurându-și pole position în Ungaria, deși cu o încărcătură ușoară de combustibil. Cu toate acestea, Alonso a fost forțat să se retragă devreme în Ungaria din cauza unei defecțiuni a pompei de combustibil, după ce o roată din față s-a slăbit, deoarece a fost montată incorect la prima sa oprire. În Belgia, Alonso părea din nou că va marca un podium pentru echipă, dar a trebuit să se retragă din cauza unei alte probleme cu una dintre roțile sale, care a fost deteriorată în urma unei ciocniri din primul tur cu Adrian Sutil. Piquet a evoluat slab în prima jumătate a sezonului și a fost înlocuit de Romain Grosjean pentru ultima treime a sezonului. Nici Piquet, nici Grosjean nu au reușit să marcheze vreun punct. Un podium la Singapore a fost puțină consolare în ceea ce fusese un sezon frustrant și controversat pentru echipă. După primul său podium al anului, la Singapore, Fernando Alonso a confirmat că va părăsi Renault, trecând la Ferrari pentru 2010.

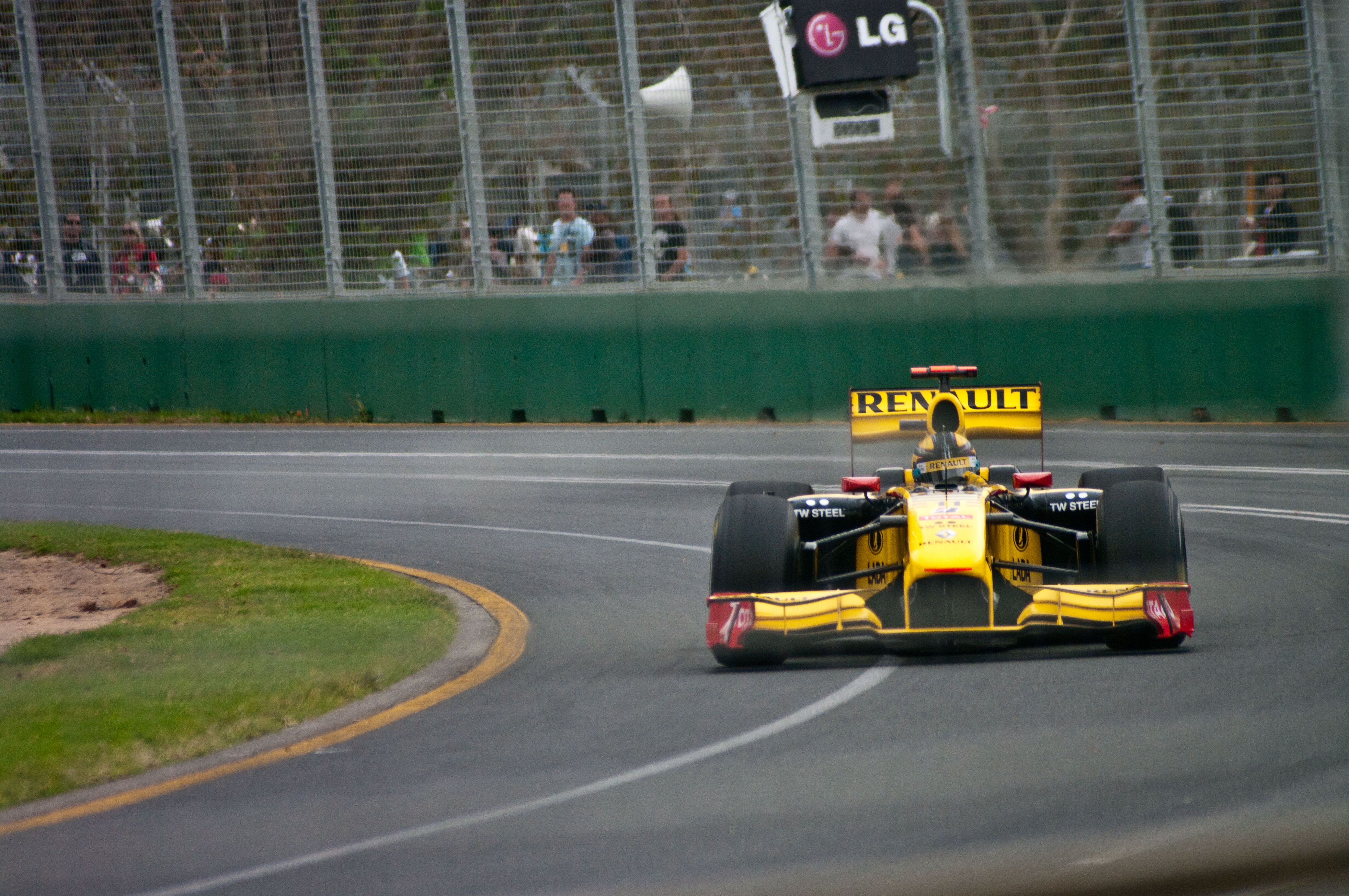
Robert Kubica a obținut trei podiumuri pentru Renault în, unul dintre ele venind la Marele Premiu al Australiei.

În 2010, Renault a vândut un pachet majoritar în echipă către Genii Capital, o companie de investiții cu sediul în Luxemburg. Totuși, Renault a păstrat încă o cotă de 25% în echipă și a continuat ca furnizor de motoare. Robert Kubica a fost semnat ca înlocuitor al lui Alonso la 7 octombrie 2009, dar în urma acordului de acțiuni, Kubica și managerul său, Daniel Morelli, au solicitat clarificări cu privire la structura de management înainte de a se angaja în ținută. La 31 ianuarie, Vitali Petrov a fost semnat pentru a fi coechipierul lui Kubica, devenind primul pilot de Formula 1 din Rusia. La 5 ianuarie, Éric Boullier a fost anunțat ca noul director al echipei la Renault, în locul lui Bob Bell, care a revenit la fostul său rol de director tehnic. Echipa a terminat pe locul 5 în clasament, cel mai bun rezultat fiind locul 2 în Marele Premiu al Australiei reușit de Kubica, și încă două locuri pe podium, tot prin Kubica. Au apărut zvonuri precum că Renault l-a convins pe campionul mondial din 2007, Kimi Räikkönen, să-l înlocuiască pe Petrov pentru 2011, dar finlandezul a respins vehement afirmațiile că se va alătura echipei, declarând că este supărat că Renault folosește numele său pentru imaginea lor și că acțiunile lor însemnau că el nu va concura pentru ei.

### Lotus Renault GP (2011)
La 5 noiembrie 2010, Autosport a raportat că Renault era pregătită să-și reducă implicarea în 2011 și să devină doar un furnizor de motoare, echipa urmând să încheie un acord cu Lotus Cars pentru a cumpăra participația de 25% din echipă. Acordul a fost finalizat la începutul lunii decembrie 2010, echipa urmând să fie redenumită Lotus Renault GP pentru 2011, în cadrul unui acord de sponsorizare semnat cu Lotus Cars până în 2017. Renault a continuat să sprijine echipa furnizând motoare și expertiza acestora. Numele șasiului Renault a continuat să fie utilizat, marca Renault fiind prezentată în noua schemă de culori neagră și aurie, care a fost utilizată ultima dată când Renault și Lotus și-au unit forțele în anii '80, revenindu-se astfel înapoi la vopseaua John Player Special. 

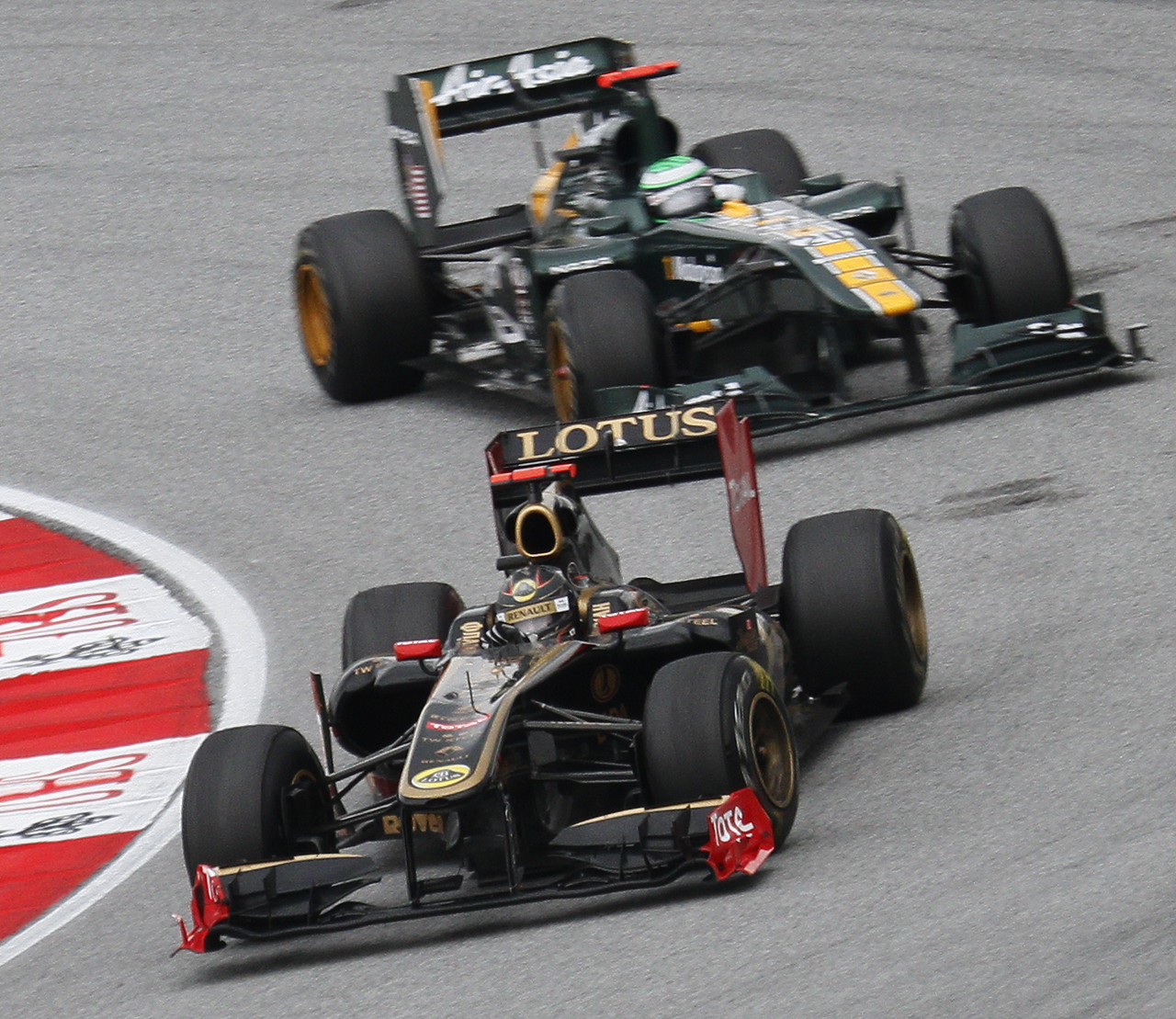
Nick Heidfeld îl conduce pe Heikki Kovalainen (Team Lotus) în Marele Premiu al Malaeziei din 2011. Sponsorizarea Renault de către Grupul Lotus în 2011 a dus la o dispută judiciară cu privire la drepturile de denumire între cele două echipe.

Pe parcursul anului 2011, echipa a concurat împotriva unei alte echipe care folosea numele Lotus. Echipa care a participat în sezonul 2010 ca Lotus Racing (folosind o licență de la Group Lotus, care a fost reziliată ulterior de aceștia), s-a redenumit ca „Team Lotus” pentru sezonul 2011, după ce a achiziționat drepturile deținute în privința numelui istoric. În ianuarie 2011, directorul echipei, Éric Boullier, a anunțat că echipa va intra în curse sub licență britanică, după ce a concurat ca o echipă franceză de la preluarea de către Renault în 2002. Această decizie a lăsat sportul fără nicio echipă cu licență franceză pentru prima dată din sezonul 1975. Grupul Lotus încă nu cumpărase un pachet de acțiuni în echipă, dar avea o opțiune în acest sens până la sfârșitul anului 2012. Alături de lansarea noii lor mașini, Lotus Renault GP a anunțat că l-au angajat pe Jean Alesi în calitate de ambasador pentru echipă și pilot de teste pentru proiectul T125.
La 6 februarie 2011, Kubica a fost rănit grav într-un accident în timpul unui raliu în Italia. Nu era clar dacă va putea reveni în Formula 1 pentru sezonul 2011, astfel că, la 16 februarie a fost anunțat că Nick Heidfeld a fost semnat ca înlocuitor al acestuia, în timp ce Kubica a rămas încă semnat cu echipa pentru 2011.

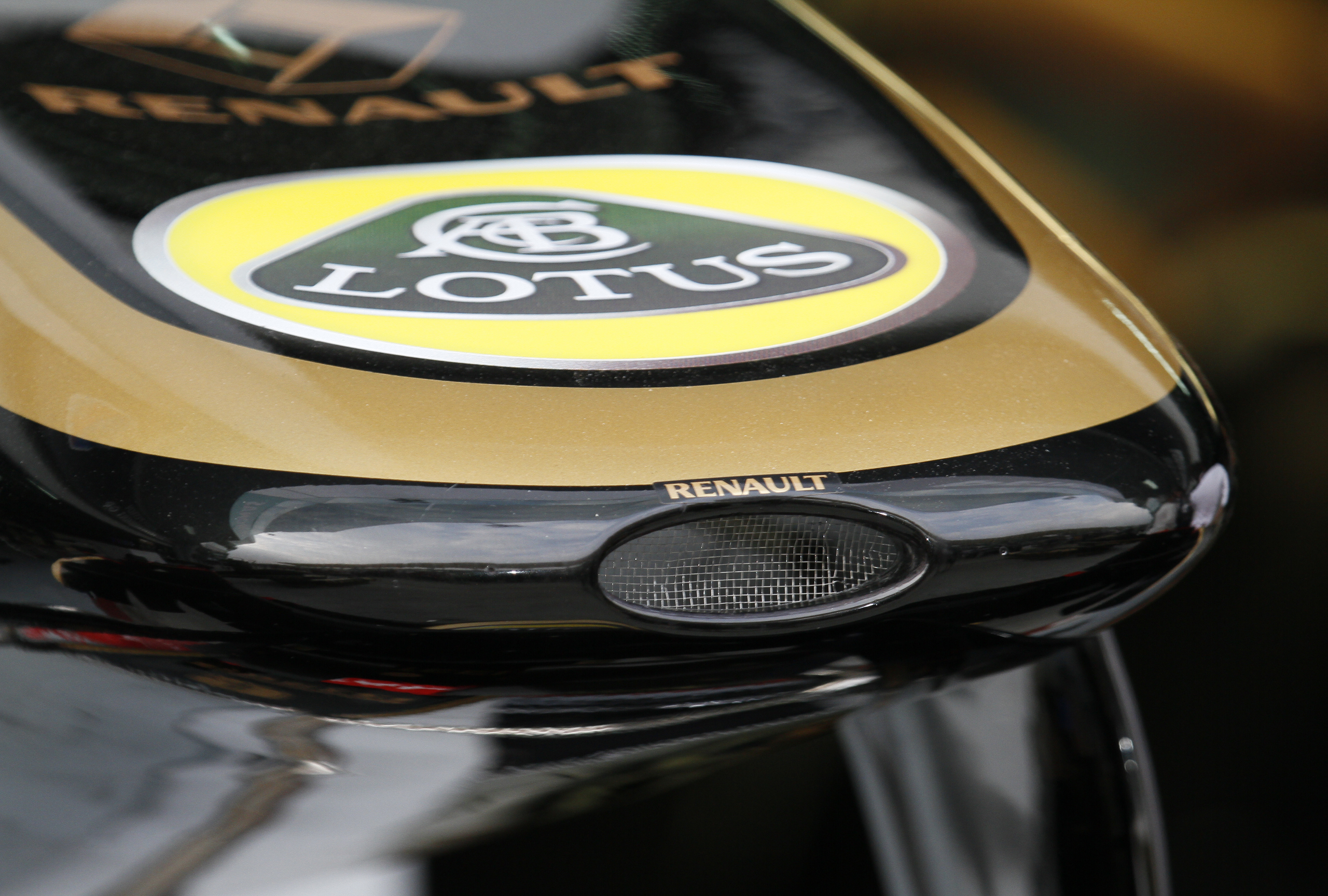
În ciuda deținerii de 0% din partea Renault, echipa a continuat să folosească numele „Renault” până la sfârșitul sezonului 2011. Echipa a folosit și o licență britanică.

La Marele Premiu al Australiei, Petrov a urcat pe primul și singurul său podium în Formula 1, terminând pe locul al treilea, iar Heidfeld a terminat pe locul 12 cu o mașină avariată. Heidfeld a terminat pe locul al treilea în următoarea cursă din Malaezia, în timp ce Petrov s-a retras din cursă după ce a lovit o denivelare cauzată de un canal de scurgere care i-a lansat mașina în aer și a rupt coloana de direcție a mașinii la aterizare. În Marele Premiu al Chinei, Petrov a terminat pe locul nouă, după o problemă mecanică în calificări, Heidfeld terminând pe locul 12. Heidfeld și Petrov au terminat pe locul șapte și al opt în Turcia, pe măsură ce performanța echipei de la începutul sezonului a început să se estompeze. Heidfeld a terminat pe locul nouă în Spania, după ce a ratat calificările din cauza unui incendiu în antrenamente, în timp ce Petrov a terminat în afara punctelor pe locul 11. Heidfeld a marcat multe puncte la Monacok, cu locul opt, în timp ce Petrov s-a retras după ce a fost prins într-un accident în care au fost implicate alte câteva mașini. Petrov a terminat pe locul cinci în Marele Premiu al Canadei afectat de ploaie, Heidfeld retrăgându-se după ce și-a deteriorat aripa din față a mașinii în urma unei coliziuni cu Kamui Kobayashi. Echipa a îndurat un weekend dificil la Valencia, Heidfeld a înscris un singur punct, iar Petrov a terminat pe locul 15. Pentru Marele Premiu al Marii Britanii au fost introduse noi restricții cu privire la utilizarea difuzoarelor sparte, iar echipa a fost grav afectată după ce a proiectat mașina în jurul sistemului. Heidfeld a reușit locul 8 în cursă, iar Petrov locul 12. Heidfeld a fost înlocuit de Bruno Senna după Marele Premiu al Ungariei în pauza de vară.
La 29 noiembrie 2011, echipa a confirmat că l-a angajat pe Kimi Räikkönen pentru 2012. La 9 decembrie 2011, echipa a confirmat, de asemenea, că Romain Grosjean se va alătura lui Räikkönen. Totodată, echipa va fi cunoscută ca Lotus F1 Team începând cu sezonul 2012.

### Renault Sport Formula One Team și Renault F1 Team (2016–2020)

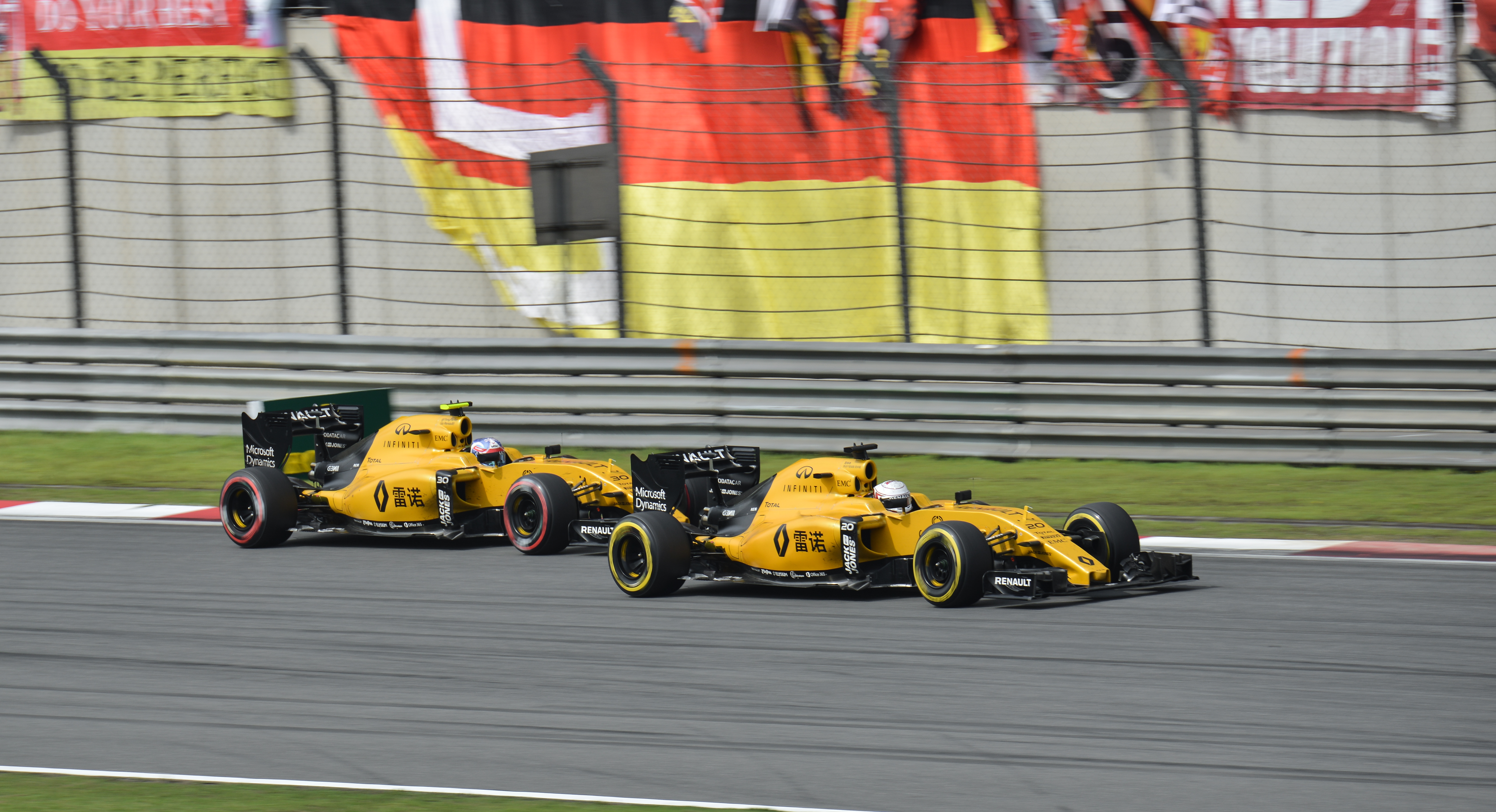
Renault a revenit în calitate de constructor în.

La 28 septembrie 2015, Renault Sport F1 a anunțat că a fost semnată o scrisoare de intenție între Renault Group și Gravity Motorsports, care este deținută de Genii Capital, iar în săptămânile următoare va fi discutată o tranzacție de preluare pentru echipa Lotus F1 (care era deținută anterior de Renault până în 2010), în speranța că echipa va concura în sezonul 2016 ca Renault Sport Formula One Team. S-a speculat că veteranul Alain Prost, care a condus pentru Renault în perioada 1981–83, ar putea juca un rol senior în echipă. La 3 decembrie 2015, Renault a anunțat că a achiziționat Lotus F1 Team și se pregătește pentru sezonul 2016, cu informații suplimentare care vor fi lansate la începutul anului 2016. La 3 februarie 2016, Renault a dezvăluit mașina lor din 2016, și i-a confirmat ca piloți pe Kevin Magnussen și Jolyon Palmer. Echipa a terminat sezonul pe locul nouă cu 8 puncte.
La 11 ianuarie 2017, Frédéric Vasseur a părăsit echipa după dezacorduri cu personalul echipei și, prin urmare, echipa a fost administrată de președintele Jérôme Stoll și directorul general Cyril Abiteboul. La 14 octombrie 2016, a fost anunțat că Nico Hülkenberg se va alătura echipei pentru sezonul 2017. Ulterior, Kevin Magnussen a ales să părăsească echipa pentru a se alătura Haas, Jolyon Palmer rămânând la echipă pentru un al doilea sezon, dar a fost înlocuit de Carlos Sainz Jr. începând cu Marele Premiu al Statelor Unite, după ce a reușit doar un singur loc în puncte. Sainz a avut un debut bun la Marele Premiu al Statelor Unite, terminând pe locul șapte, peste coechipierul său care s-a retras din cursă. Echipa a terminat sezonul pe locul șase în campionat cu 57 de puncte.

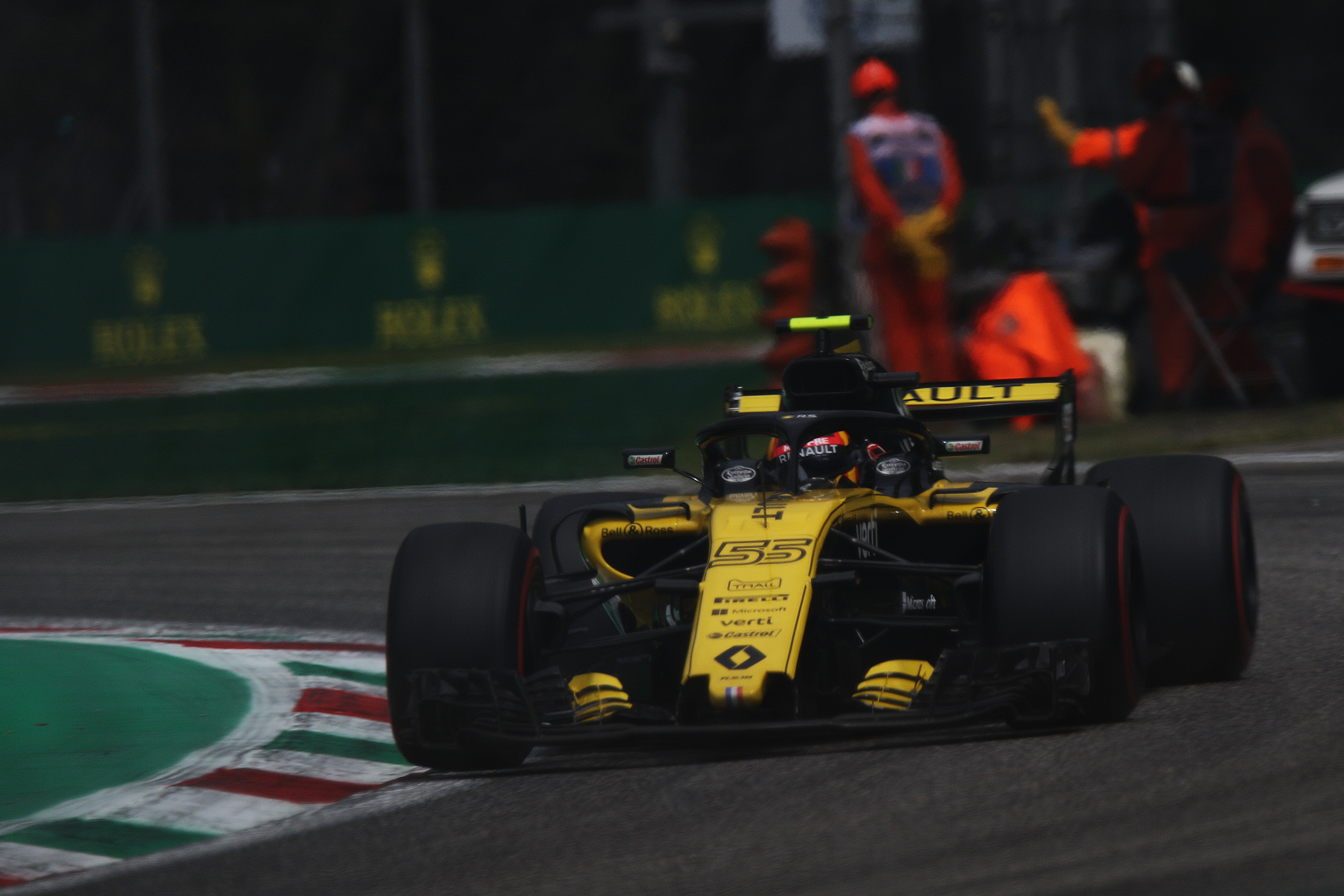
Carlos Sainz Jr. în.

Nico Hülkenberg a continuat să conducă pentru Renault și în 2018, deoarece a semnat un contract pe mai mulți ani cu un an înainte. După ce s-a alăturat echipei la jumătatea sezonului din 2017, Carlos Sainz Jr. a continuat să conducă pentru ei și în 2018. Au terminat pe locul 4 în campionat cu 122 de puncte.

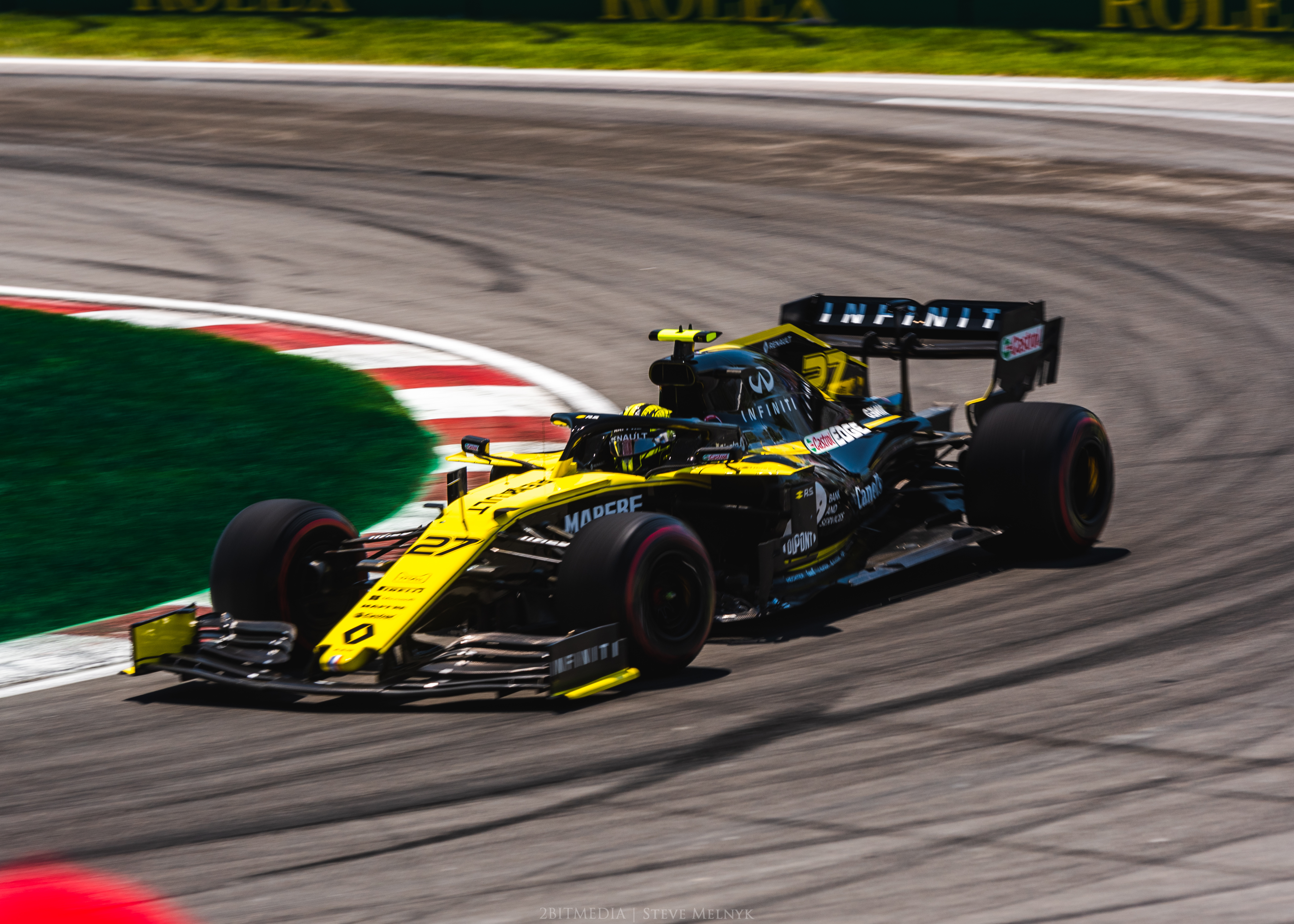
Nico Hülkenberg în.

Pe 3 august 2018, a fost anunțat că pilotul Red Bull Racing, Daniel Ricciardo, se va alătura echipei pentru o înțelegere de doi ani avându-l drept partener pe Hülkenberg. Îngrozită de problemele de fiabilitate la începutul sezonului și de performanțele aerodinamice slabe, echipa a terminat pe locul 5 în Campionatul Constructorilor, nereușind să scape de mijlocul clasamentului. De asemenea, a fost remarcat Marele Premiu al Japoniei din 2019, din care echipa a fost descalificată din cauza sistemului de schimbare automată a echilibrului frânei, care a fost considerat ilegal. La sfârșitul sezonului, echipa Renault F1 a anunțat schimbări în departamentul de aerodinamică a echipei lor, ca urmare a eșecurilor din 2019. Directorul tehnic al șasiului, Nick Chester, va părăsi echipa, urmând ca fostul inginer de șasiu de la Ferrari și McLaren, Pat Fry, și fostul aerodinamicist de la Williams Dirk de Beer să se alăture echipei.

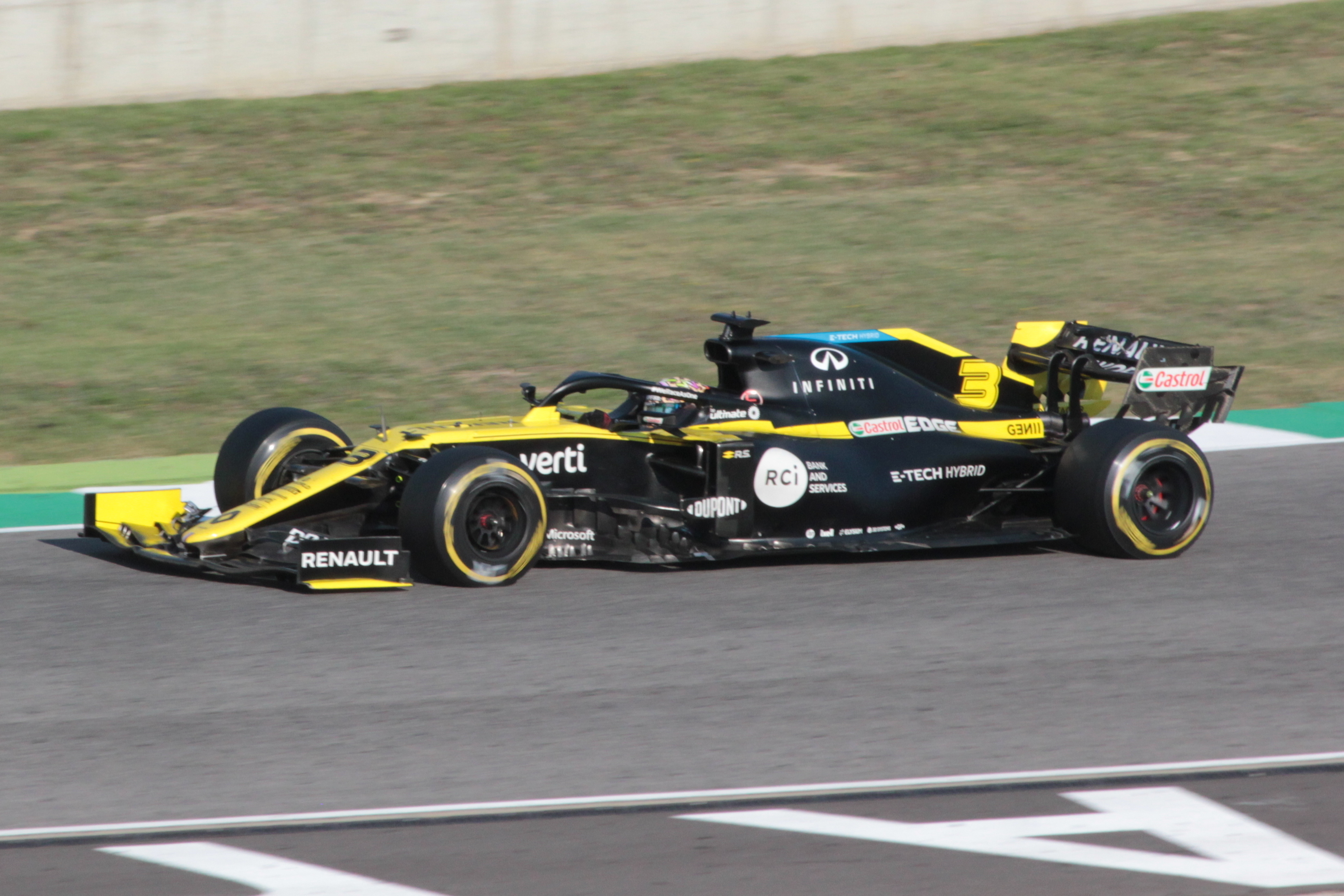
Daniel Ricciardo în.

La 29 august 2019, a fost anunțat că fostul pilot al echipei Force India și pilotul de rezervă Mercedes, Esteban Ocon, se va alătura Renault în 2020 pentru un contract pe mai mulți ani în locul lui Hülkenberg. În Belgia, Renault a obținut locurile 4 și 5, acumulând 23 de puncte într-o singură cursă și primul lor cel mai rapid tur într-un deceniu. La Marele Premiu de la Eifel de pe circuitul Nürburgring, Ricciardo a obținut locul trei, primul podium al echipei de la Malaezia 2011. Ricciardo a obținut locul trei și la Marele Premiu al Emiliei-Romagna. Ocon a obținut, de asemenea, un loc secund la Marele Premiu al Sakhirului, primul său podium și al treilea al sezonului pentru Renault.
Renault a fost redenumită în Alpine F1 Team pentru sezonul 2021.

## Furnizor de motoare

### Motoare turbo (anii 1980)

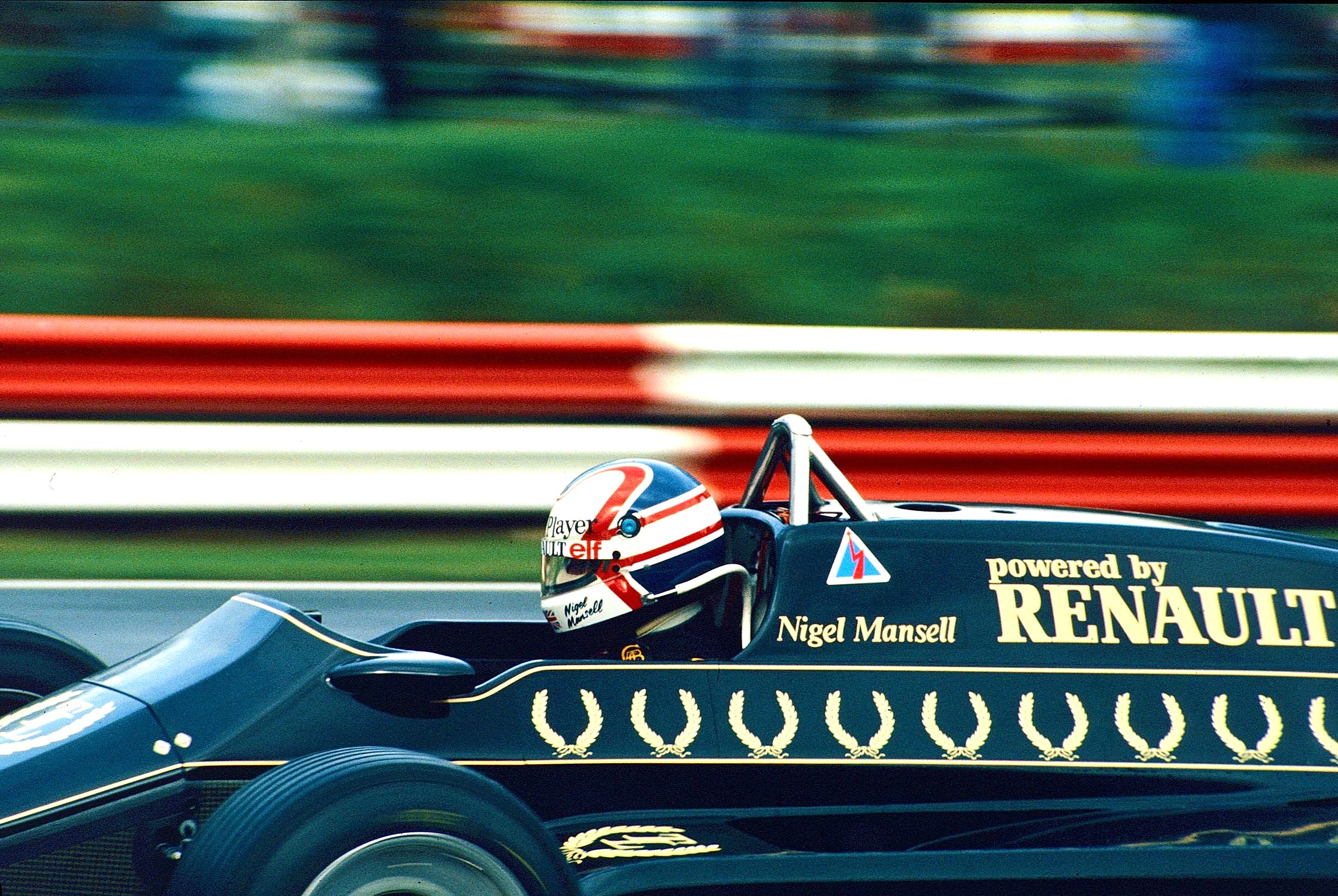
Lotus a devenit prima echipă client furnizată cu motoare de către Renault în.

Renault a început să producă motoare la fabrica Viry-Châtillon în 1976, după ce a închis fostul departament de competiție Alpine, care a fost condus împreună cu echipa de Formula 1 din divizia Renault Sport. A produs primul motor turbo din această categorie, Renault-Gordini EF1 1,5 litri V6, într-o perioadă în care motoarele de 3 litri aspirate natural erau predominante. Inițial, furnizând doar motoare echipei de uzină, Renault a început un program pentru clienți în 1983, când a devenit furnizorul de motoare al echipei Lotus. Mecachrome, o companie de inginerie de precizie, a pregătit motoarele pentru echipele de clienți.
Deși inițial nu era competitivă, odată cu recrutarea designerului Gérard Ducarouge, marca a câștigat competitivitate spre ultima parte a sezonului 1983 și începutul sezonului 1984, Nigel Mansell și Elio de Angelis obținând podiumuri în mod regulat. În acel an, Renault a început să furnizeze motoare și echipei Ligier, care a obținut trei puncte în 1984, o îmbunătățire față de 1983. Ayrton Senna s-a alăturat echipei Lotus în 1985, iar combinația dintre talentul său și rapida, dar ineficientă din punct de vedere al combustibilului, mașină 97T a câștigat opt pole position-uri și trei victorii (două pentru Senna, una pentru de Angelis), dar lipsa de fiabilitate a împiedicat echipa să se lupte pentru vreun titlu. Tyrrell a început să folosească motorul Renault începând cu cel de-al șaptelea Mare Premiu al anului, în timp ce Ligier a câștigat trei podiumuri cu monopostul JS25. În 1986, aristocratul Johnny Dumfries a fost ales să fie noul partener al lui Senna la Lotus, după ce Senna a refuzat alegerea inițială a lui Derek Warwick. Au urmat mai multe pole position-uri și două victorii pentru brazilian cu Lotus 98T, dar mașina a suferit de probleme similare ca și predecesoarea sa, cu probleme de fiabilitate și consum mare de combustibil.

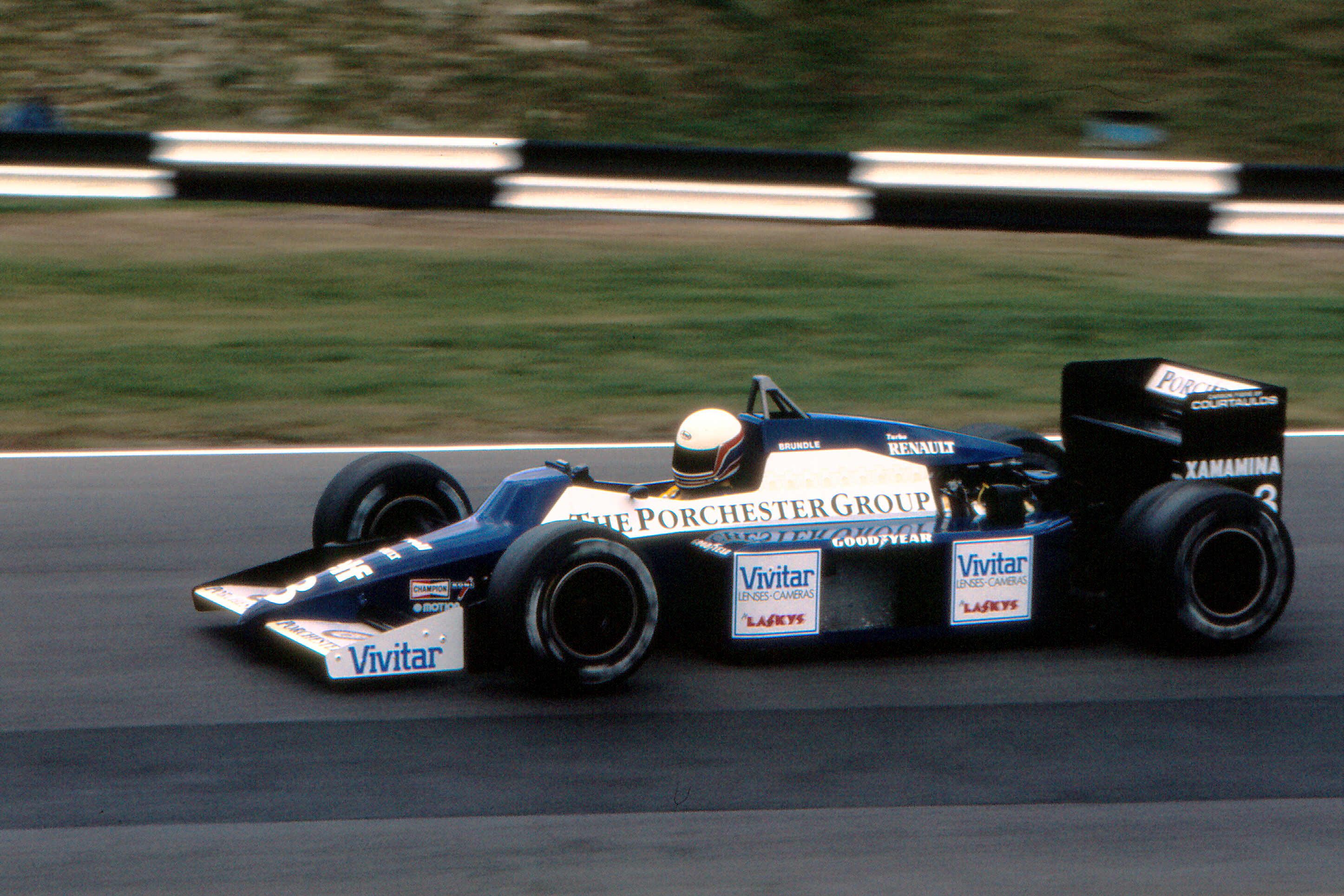
Tyrrell a devenit a treia echipă client furnizată cu motoare de către Renault în.

După sezonul 1985, echipa Renault și-a încheiat participarea în Formula 1, dar a continuat ca furnizor de motoare pentru Ligier, Tyrrell și Lotus. 1986 a văzut introducerea motorului EF15B, care a inclus mai multe inovații, cum ar fi aprinderea statică și revenirea pneumatică a supapelor. Renault Sport și-a oprit programul de motoare la sfârșitul anului, obținând 19 pole position-uri și 5 victorii în Marile Premii cu mașinile clienților.

### Motoare aspirate natural (anii 1990, 2000 și începutul anilor 2010)
Renault a revenit ca furnizor de motoare de Formula 1 în 1989 odată cu interzicerea motoarelor turbo, în parteneriat cu echipa Williams. Fabrica Viry a produs motorul V10 de 3,5 litri, RS1, la fel ca Honda, în timp ce alți producători de motoare au furnizat motoare V8 (Ford, Judd și Yamaha) sau V12 (Ferrari și Lamborghini). Combinația Williams-Renault a obținut prima victorie la Marele Premiu al Canadei din 1989, cu Thierry Boutsen, și și-au încheiat primul sezon cu Boutsen câștigând Marele Premiu al Australiei din 1989.

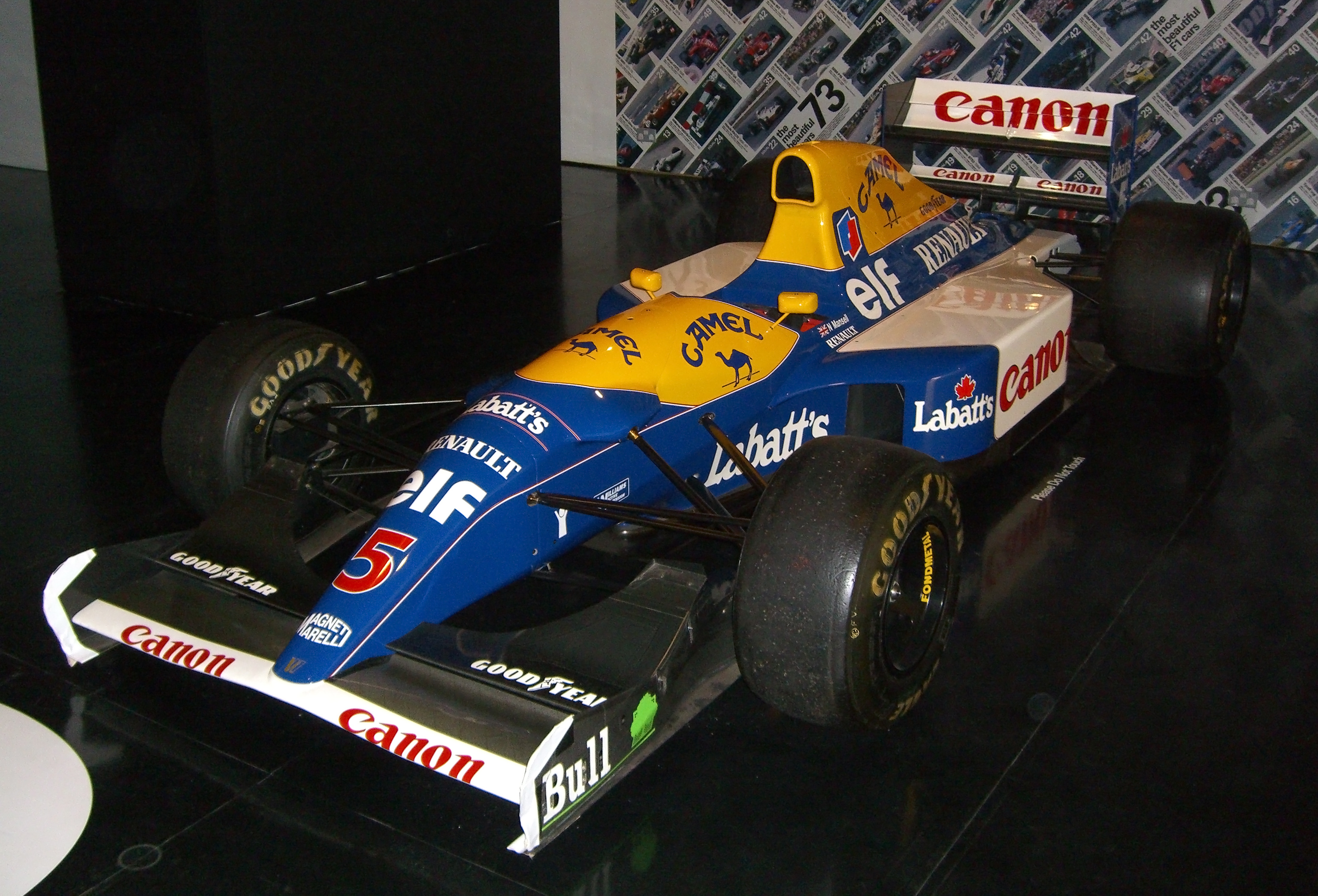
Mașina FW14B cu care Williams a câștigat ambele titluri din.

Williams a avut semne de promisiune pentru următorii 2 ani, iar până în 1992, cu ajutorul suspensiei active și a motoarelor mai bune, Williams-Renault a fost o mașină câștigătoare a Campionatului Mondial, câștigând peste jumătate din cursele din timpul sezonului, cu Nigel Mansell care și-a adjudecat titlul la piloți. Ligier a rulat, de asemenea, cu aceleași motoare Renault de fabrică precum Williams în 1992. Campionatul a fost câștigat din nou de Williams în 1993, folosind mașina Williams FW15C avansată din punct de vedere tehnologic – echipa a dezvoltat tehnologii precum antiblocarea frânelor, controlul tracțiunii și servodirecția, împreună cu utilizarea motorului RS5 cu o admisie și o combustie reproiectate. Alain Prost a câștigat Campionatul Piloților după ce a câștigat 7 din cele 16 curse ale sezonului, iar coechipierul său, Damon Hill, a câștigat alte trei Mari Premii.
În 1994, pilotul echipei Williams, Ayrton Senna, a murit la Marele Premiu al statului San Marino din 1994, lăsându-l astfel pe coechipierul neexperimentat al brazilianului, Damon Hill, ca lider de echipă. Hill era cu 37 de puncte în spatele liderului campionatului, Michael Schumacher, la Marele Premiu al Franței, dar a reușit să reducă diferența la un punct înainte de ultima cursă din Adelaide. Cei doi piloți s-au ciocnit într-un mod controversat și s-au retras ambii din cursă, făcându-l astfel pe Schumacher campionul la piloți, în timp ce Williams și-a păstrat Campionatul Constructorilor.

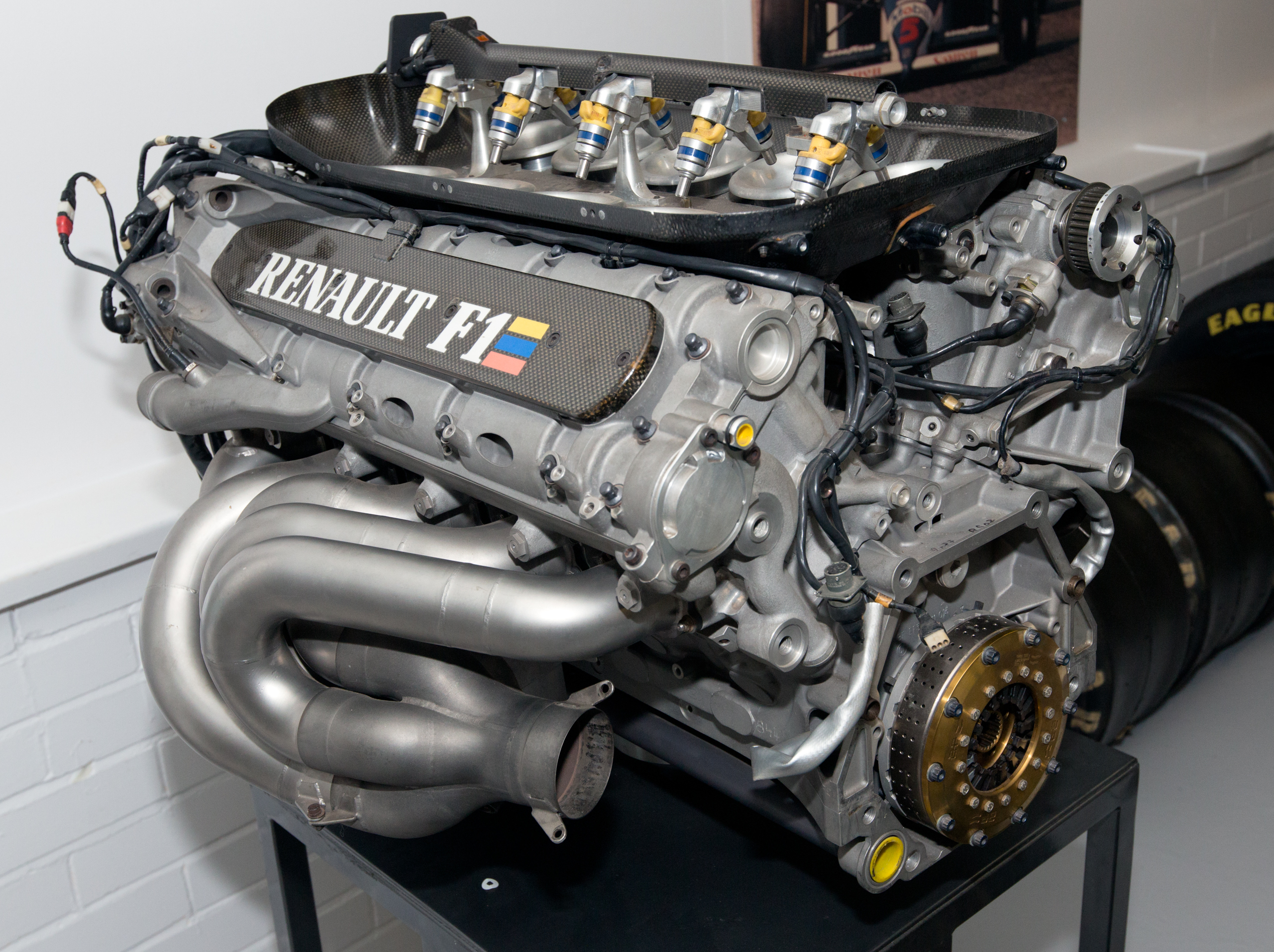
Motorul Renault RS7 din.

În 1995, reglementările privind motoarele au redus cilindreea maximă a motorului la trei litri, iar Renault a adaptat modelul RS7, făcându-l mai ușor și având o clapetă de accelerație fly-by-wire. Benetton a achiziționat motoarele Renault de la Ligier pentru 1995, iar pilotul acestora, Michael Schumacher, a reușit să-și apere titlul la piloți cu 33 de puncte avans față de cel mai apropiat rival al său, Damon Hill. Benetton a câștigat titlul la constructori cu 29 de puncte avans, câștigând 11 curse în timpul sezonului. Williams a continuat apoi să câștige în următoarele două sezoane atât Campionatul piloților, cât și al Constructorilor, cu Damon Hill câștigând titlul în 1996 și Jacques Villeneuve în 1997. Schumacher și alți membri ai personalului Benetton au plecat la Ferrari în 1996, iar echipa a terminat pe locul trei în ambele sezoane.
Renault a părăsit din nou sportul la sfârșitul anului 1997, iar evoluțiile ultimului său motor, RS9, au fost încă folosite de multe echipe în sezoanele următoare. Renault a continuat să lucreze cu Mecachrome, care a plătit pentru dezvoltarea motoarelor, și le-a furnizat lui Williams sub numele „Mecachrome”. Benetton a continuat să folosească motoarele sub marca „Playlife” până în 2000, deși a obținut doar câteva podiumuri în acest timp. Compania Supertec a lui Flavio Briatore a distribuit motoarele începând cu 1999, Williams și BAR folosindu-le sub acest nume în acel an, iar mașinile Arrows le-au folosit în 2000. Motoarele nu au avut succes sub controlul lui Supertec, astfel că ulterior fiecare echipă s-a mutat la alt furnizor după un sezon.
După ce Renault a achiziționat echipa Benetton, ei nu au mai furnizat motoare clienților până în 2007, când au semnat un acord cu Red Bull Racing pe 15 septembrie 2006. Red Bull a fost o echipă de mijlocul clasamentului în primii doi ani ai parteneriatului, înainte de o schimbare a regulamentului pentru sezonul 2009 care i-a permis lui Red Bull să obține prima lor victorie la Marele Premiu al Chinei. Piloții Sebastian Vettel și Mark Webber au acumulat alte cinci victorii pentru ca echipa să termine pe locul al doilea în Campionatul Constructorilor. În 2010, Vettel și Red Bull au câștigat ambele campionate, devenind al nouălea titlu pentru un motor Renault și primul pentru modelul RS27.

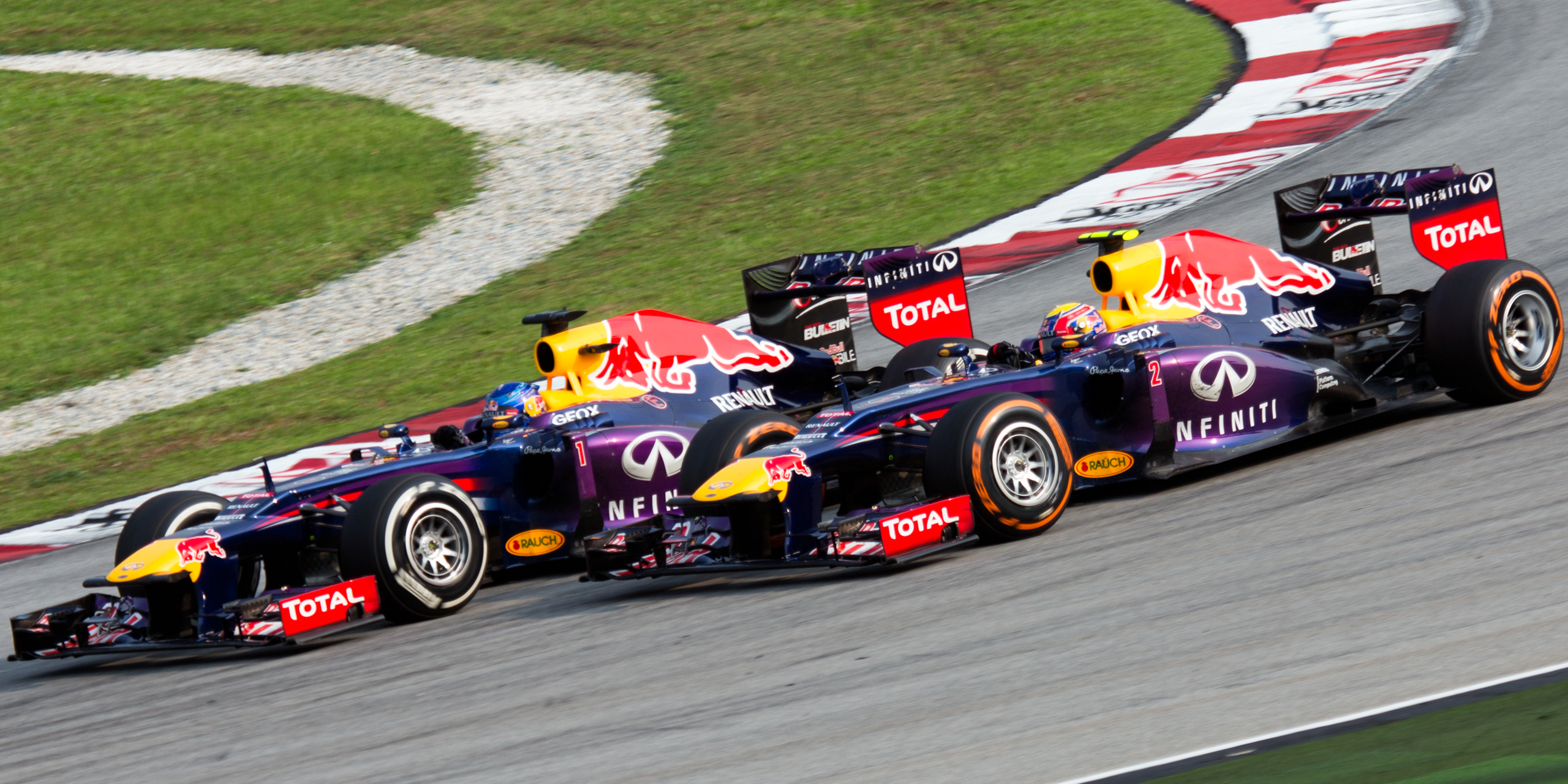
Red Bull Racing a câștigat toate titlurile mondiale între și având motoare Renault.

La sfârșitul anului 2010, când Renault și-a vândut participația rămasă în echipa de Formula 1 din Enstone, operațiunile de motoare de la Viry-Châtillon au fost formate într-o subsidiară cunoscută sub numele de Renault Sport F1. Renault Sport F1 a continuat să furnizeze motoare fostei lor echipe de fabrică și către Red Bull, și și-a extins lista de clienți cu Lotus Racing la sfârșitul anului 2010. Ca urmare a renunțării la echipa de uzină Renault și datorită sponsorizării de către Infiniti, Red Bull Racing a fost promovată oficial la statutul de echipă de parteneriat complet cu Renault și, astfel, a primit motoare gratuite de la Renault. Red Bull a câștigat din nou ambele titluri în 2011, mașina Red Bull RB7 fiind de neegalat de adversari, obținând 18 pole position-uri pe tot parcursul sezonului. Vettel a deținut poziția de lider al campionatului de la prima cursă a sezonului și a terminat pe prima sau a doua poziție în fiecare Mare Premiu până la cursa de acasă din Germania, unde a terminat pe locul patru. În 2012, Red Bull și Vettel au reușit să obțină ambele campionate pentru a treia oară, în ciuda faptului că mașina RB8 nu s-a bucurat de dominația din sezonul precedent și a suferit de unele probleme de fiabilitate legate de alternatorul motorului RS27. În acel an, Williams a revenit la parteneriatul cu Renault, semnând un acord pentru a primi motoarele RS27 până la sfârșitul anului 2013. Red Bull a menținut un ritm dominant și în sezonul 2013 iar atât echipa, cât și Vettel și-au asigurat al patrulea titlu consecutiv la Marele Premiu al Indiei din 2013.

### Motoare turbo-hibrid (2014-prezent)
Renault a dezvoltat un nou motor V6 turbo de 1,6 litri, numit Renault Energy F1-2014, în conformitate cu noile reglementări pentru sezonul 2014, APC Pankl Turbosystems GmbH furnizând kituri de turbocompresoare hibride pentru motoarele Renault Formula 1 din 2014 până în 2020, iar BorgWarner furnizându-le începând cu 2021. Pe 21 iunie 2013, Renault și-a dezvăluit noul motor la Paris Air Show. A fost numit Energy F1 după motoarele mașinilor rutiere ale Renault. Red Bull și Caterham (fostă Lotus Racing/Team Lotus) au avut acorduri pentru utilizarea motoarelor Renault până în 2016. La Marele Premiu al Principatului Monaco din 2013, Scuderia Toro Rosso a anunțat un contract de furnizare de motoare cu Renault pentru perioada 2014–2016.
În timpul testelor de la începutul anului 2014 de la Jerez, noile motoare Renault au arătat probleme atât cu unitatea turbo, cât și cu sistemele de recuperare a energiei. Au fost introduse soluții parțiale pentru ultimele teste de presezon din Bahrain, în special actualizări de software. În prima parte a sezonului, Energy F1-2014 a făcut obiectul diferitelor critici privind fiabilitatea sa slabă și lipsa vitezei maxime, inclusiv una de către șeful Red Bull, Christian Horner, care a descris performanța ca fiind „inacceptabilă” după cursa de acasă din Austria a echipei. Renault a introdus componente revizuite și mai multe actualizări de software încercând să reducă decalajul față de rivali.
În 2015, Red Bull și-a reziliat unilateral contractul pentru 2016 cu Renault, invocând o lipsă de performanță a motorului în comparație cu rivalii. Cu toate acestea, ulterior și-au renegociat acordul, deoarece planurile Red Bull de a obține o unitate de putere mai competitivă au eșuat. În 2016, unitățile de putere Renault utilizate de Red Bull au fost etichetate drept „TAG Heuer”. Renault a reziliat apoi acordul de furnizare a motoarelor din 2016 cu Scuderia Toro Rosso, iar echipa s-a întors la fostul lor furnizor, Ferrari. În 2016, Red Bull GmbH și-a reînnoit contractul pentru încă doi ani pentru Red Bull Racing. Ei au anunțat, de asemenea, că Scuderia Toro Rosso va reveni și ea la unitățile Renault din 2017. Cu toate acestea, contractul a oferit Red Bull opțiunea de a-și redenumi motoarele așa cum doresc, Christian Horner afirmând că Red Bull Racing va continua cu insigna „TAG Heuer”.

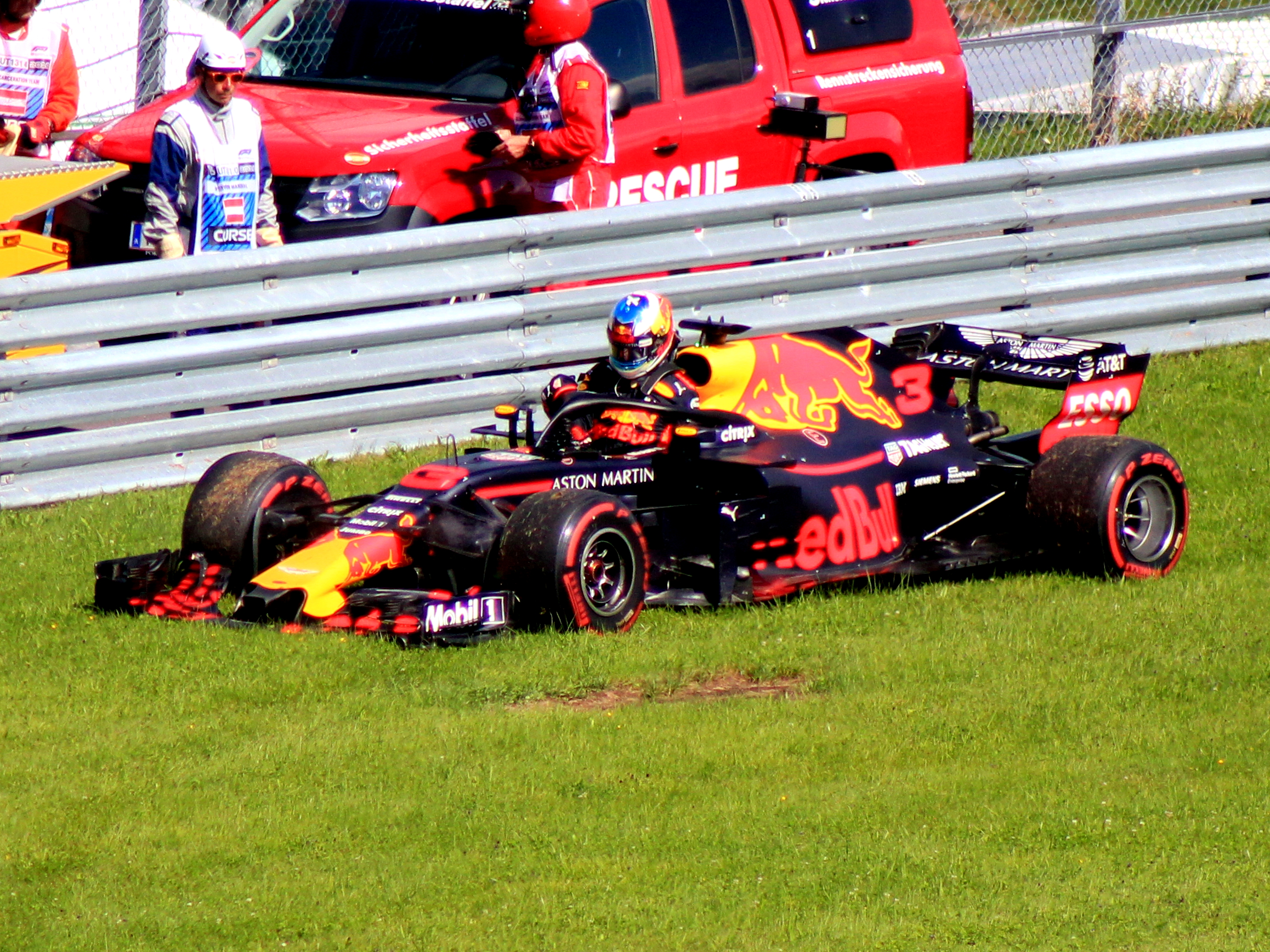
În era motoarelor turbo-hibride, relația dintre Renault și Red Bull s-a deteriorat dramatic, concluzionându-se cu încheierea parteneriatului dintre cele două entități la sfârșitul sezonului.

În septembrie 2017, Renault și McLaren au anunțat că aceasta din urmă va folosi motoarele Renault din 2018 până în 2020 pentru a ajuta la competitivitatea echipei de uzină Renault. Toro Rosso a trecut, la rândul său, la motoare Honda, încetând contractul cu Renault din 2018. În iunie 2018, Red Bull a anunțat că va folosi și ea motoare Honda începând cu 2019. Întrucât McLaren și-a pierdut parteneriatul cu Renault din cauza trecerii la unitățile de putere Mercedes-AMG High Performance Powertrains din sezonul 2021, Renault a revenit la furnizarea de motoare către o singură echipă pentru prima dată din sezonul 2006.
Echipa din Enstone a fost redenumită ca Alpine începând cu sezonul 2021, iar marca Renault va continua în Formula 1 ca furnizor de motoare pentru prima dată din 2015 încoace.

### Rezultatele ca furnizor de motoare
| Constructor     | Sezoane              | Victorii | Prima victorie              | Ultima victorie           | Pole-uri | Primul pole                        | Ultimul pole             |
| --------------- | -------------------- | -------- | --------------------------- | ------------------------- | -------- | ---------------------------------- | ------------------------ |
| Lotus           | 1983–1986            | 5        | MP al Portugaliei din 1985  | MP de la Detroit din 1986 | 19       | MP al Europei din 1983             | MP al Mexicului din 1986 |
| Ligier          | 1984–1986, 1992–1994 | 0        | –                           | –                         | 0        | –                                  | –                        |
| Tyrrell         | 1985–1986            | 0        | –                           | –                         | 0        | –                                  | –                        |
| Williams        | 1989–1997, 2012–2013 | 64       | MP al Canadei din 1989      | MP al Spaniei din 2012    | 80       | MP al Ungariei din 1989            | MP al Spaniei din 2012   |
| / Benetton      | 1995–1997, 2001      | 12       | MP al Braziliei din 1995    | MP al Germaniei din 1997  | 6        | MP al statului San Marino din 1995 | MP al Italiei din 1997   |
| Red Bull Racing | 2007–2015            | 50       | MP al Chinei din 2019       | MP al Belgiei din 2014    | 53       | MP al Chinei din 2009              | MP al Braziliei din 2013 |
| Lotus           | 2011                 | 0        | –                           | –                         | 0        | –                                  | –                        |
| Lotus           | 2012–2014            | 2        | MP de la Abu Dhabi din 2012 | MP al Australiei din 2013 | 0        | –                                  | –                        |
| Caterham        | 2012–2014            | 0        | –                           | –                         | 0        | –                                  | –                        |
| Toro Rosso      | 2014–2015            | 0        | –                           | –                         | 0        | –                                  | –                        |
| McLaren         | 2018–2020            | 0        | –                           | –                         | 0        | –                                  | –                        |
| Alpine          | 2021–                | 1        | MP al Ungariei din 2021     | MP al Ungariei din 2021   | 0        | –                                  | –                        |
| Total           | 1983–prezent         | 134      | MP al Portugaliei din 1985  | MP al Ungariei din 2021   | 158      | MP al Europei din 1983             | MP al Braziliei din 2013 |

## Palmares în Formula 1
| Sezon                                                    | Nume                                | Șasiu      | Motor                     | Pneuri | Nr.         | Piloți                                            | Puncte | CMC |
| -------------------------------------------------------- | ----------------------------------- | ---------- | ------------------------- | ------ | ----------- | ------------------------------------------------- | ------ | --- |
| 1977                                                     | Équipe Renault Elf                  | RS01       | EF1 1,5 V6t               | M      | 15.         | Jean-Pierre Jabouille                             | 0      | NC  |
| 1978                                                     | Équipe Renault Elf                  | RS01       | EF1 1,5 V6t               | M      | 15.         | Jean-Pierre Jabouille                             | 3      | 12  |
| 1979                                                     | Équipe Renault Elf                  | RS01 RS10  | EF1 1,5 V6t               | M      | 15. 16.     | Jean-Pierre Jabouille René Arnoux                 | 26     | 6   |
| 1980                                                     | Équipe Renault Elf                  | RE20       | EF1 1,5 V6t               | M      | 15. 16.     | Jean-Pierre Jabouille René Arnoux                 | 38     | 4   |
| 1981                                                     | Équipe Renault Elf                  | RE20B RE30 | EF1 1,5 V6t               | M      | 15. 16.     | Alain Prost René Arnoux                           | 54     | 3   |
| 1982                                                     | Équipe Renault Elf                  | RE30B      | EF1 1,5 V6t               | M      | 15. 16.     | Alain Prost René Arnoux                           | 62     | 3   |
| 1983                                                     | Équipe Renault Elf                  | RE30C RE40 | EF1 1,5 V6t               | M      | 15. 16.     | Alain Prost Eddie Cheever                         | 79     | 2   |
| 1984                                                     | Équipe Renault Elf                  | RE50       | EF4 1,5 V6t               | M      | 15. 16. 33. | Patrick Tambay Derek Warwick Philippe Streiff     | 34     | 5   |
| 1985                                                     | Équipe Renault Elf                  | RE60 RE60B | EF4B 1,5 V6t EF15 1,5 V6t | G      | 14. 15. 16. | François Hesnault Patrick Tambay Derek Warwick    | 16     | 7   |
| 1986–2001: Renault nu a concurat în calitate constructor |                                     |            |                           |        |             |                                                   |        |     |
| 2002                                                     | Mild Seven Renault F1 Team          | R202       | RS22 3,0 V10              | M      | 14. 15.     | Jarno Trulli Jenson Button                        | 23     | 4   |
| 2003                                                     | Mild Seven Renault F1 Team          | R23 R23B   | RS23 3,0 V10              | M      | 7. 8.       | Jarno Trulli Fernando Alonso                      | 88     | 4   |
| 2004                                                     | Mild Seven Renault F1 Team          | R24        | RS24 3,0 V10              | M      | 7. 8.       | Jarno Trulli Jacques Villeneuve Fernando Alonso   | 105    | 3   |
| 2005                                                     | Mild Seven Renault F1 Team          | R25        | RS25 3,0 V10              | M      | 5. 6.       | Fernando Alonso Giancarlo Fisichella              | 191    | 1   |
| 2006                                                     | Mild Seven Renault F1 Team          | R26        | RS26 2,4 V8               | M      | 1. 2.       | Fernando Alonso Giancarlo Fisichella              | 206    | 1   |
| 2007                                                     | ING Renault F1 Team                 | R27        | RS27 2,4 V8               | B      | 3. 4.       | Giancarlo Fisichella Heikki Kovalainen            | 51     | 3   |
| 2008                                                     | ING Renault F1 Team                 | R28        | RS27 2,4 V8               | B      | 5. 6.       | Fernando Alonso Nelson Piquet Jr.                 | 80     | 4   |
| 2009                                                     | ING Renault F1 Team Renault F1 Team | R29        | RS27 2,4 V8               | B      | 7. 8.       | Fernando Alonso Nelson Piquet Jr. Romain Grosjean | 26     | 8   |
| 2010                                                     | Renault F1 Team                     | R30        | RS27-2010 2,4 V8          | B      | 11. 12.     | Robert Kubica Vitali Petrov                       | 163    | 5   |
| 2011                                                     | Lotus Renault GP                    | R31        | RS27-2011 2,4 V8          | P      | 9. 10.      | Nick Heidfeld Bruno Senna Vitali Petrov           | 73     | 5   |
| 2012–2015: Renault nu a concurat în calitate constructor |                                     |            |                           |        |             |                                                   |        |     |
| 2016                                                     | Renault Sport F1 Team               | R.S.16     | R.E.16 1,6 V6t            | P      | 20. 30.     | Kevin Magnussen Jolyon Palmer                     | 8      | 9   |
| 2017                                                     | Renault Sport F1 Team               | R.S.17     | R.E.17 1,6 V6t            | P      | 27. 30. 55. | Nico Hülkenberg Jolyon Palmer Carlos Sainz Jr.    | 57     | 6   |
| 2018                                                     | Renault Sport F1 Team               | R.S.18     | R.E.18 1,6 V6t            | P      | 27. 55.     | Nico Hülkenberg Carlos Sainz Jr.                  | 122    | 4   |
| 2019                                                     | Renault F1 Team                     | R.S.19     | E-Tech 19 1,6 V6t         | P      | 3. 27.      | Daniel Ricciardo Nico Hülkenberg                  | 91     | 5   |
| 2020                                                     | Renault DP World F1 Team            | R.S.20     | E-Tech 20 1,6 V6t         | P      | 3. 31.      | Daniel Ricciardo Esteban Ocon                     | 181    | 5   |